# Metro de Lima y Callao
El Metro de Lima y Callao, es el sistema de ferrocarril subterráneo y elevado que cubre al área metropolitana de Lima, conformada por la conurbación de las ciudades de Lima y Callao, siendo este sistema, el único metro en todo el Perú. Es administrado por la ATU, organismo técnico especializado adscrito al Ministerio de Transportes y Comunicaciones.
Actualmente están operativas dos líneas, línea 1 y línea 2, y tiene una extensión de 39.1 km. Su operación comercial está a cargo de empresas privadas representadas en consorcios. La línea 1 fue completada el 12 de mayo de 2014 y recorre el área metropolitana de sur a noreste a nivel de superficie y en viaducto elevado con una extensión de 34.6 km y 26 estaciones; y la línea 2, en la etapa 1A, con un recorrido subterráneo de 4.5 km, con 5 estaciones, desde la estación Mercado de Santa Anita hacia la estación Evitamiento. La línea 2 sigue en construcción en otros tramos, cuando se complete, recorrerá el área metropolitana de este a oeste a lo largo de 27 kilómetros de extensión, y además una sección de 8 kilómetros de la línea 4, principalmente para ofrecer una conexión al Aeropuerto Internacional Jorge Chávez y que recorrerá bajo la avenida Elmer Faucett; debido a la longitud de la línea 4, ha sido llamado un ramal por el gobierno peruano.
Su red se encuentra en expansión a través de la Red Básica del Metro de Lima y Callao, que fue aprobada en diciembre de 2010 por el Ministerio de Transportes y Comunicaciones. La red cuenta con cinco líneas proyectadas. La extensión total del sistema dentro de la Red Básica, incluyendo la línea 6, está estimada en 165 km.
Adicionalmente, se encuentran en construcción dos líneas de metro, las cuales conforman la ruta restante de la línea 4 y la línea 3. Los estudios de la línea 3 iniciaron en septiembre de 2014 y fueron aprobadas por Proinversión en noviembre de 2015 mientras que los estudios para la Línea 4 iniciaron durante febrero de 2015.
La Línea 4 también subterránea, inició su construcción el 31 de marzo de 2024, con el ramal de 7km de extensión que pasará por el Aeropuerto Internacional Jorge Chávez y se conectará con la línea 2 en la Estación Carmen de La Legua. 

## Historia

### Antecedentes

Plano de la red realizada por el consorcio «Metro Lima»

Los primeros estudios para la construcción de un ferrocarril metropolitano empiezan en 1960, año en que es clausurado para dar fin al Tranvía de Lima. Encargado por la Municipalidad de Lima durante la gestión del alcalde Luis Bedoya, la consultora Trafikkonsult AB realizó los estudios el 22 de enero de 1966 para la construcción de las primeras rutas del Metro de Lima que consistía de una red de tres líneas subterráneas de 67,5 km que ascendía a un costo de US$ 243 millones, estos estudios fueron entregados el 20 de junio del mismo año. Sin embargo, en la década de los años 60 no se tomó ninguna iniciativa para su construcción a pesar de que el Consejo Provincial de Lima recibió propuestas de diversas consultoras internacionales.
Entre 1972 y 1973, el consorcio "Metrolima" elaboró el estudio de factibilidad técnico-económica y el anteproyecto del "Sistema de Transporte Rápido Masivo de Pasajeros en el Área Metropolitana de Lima-Callao", aprobado por el Gobierno Revolucionario de las Fuerzas Armadas del Perú en 1974. Lamentablemente, la crisis política generada por la repentina enfermedad del Presidente del Perú de esa época General de División EP Velasco Alvarado sumado al complejo suelo limeño ubicado en una zona altamente sísmica, así como la crisis económica internacional, en ese momento, imposibilitaron conseguir el financiamiento ascendente aproximadamente a US$ 317 000 000 de la época. Finalmente, por sus elevados costes, el proyecto fue rechazado por el presidente Morales Bermúdez al asumir la presidencia en 1975.
De esta manera, el proyecto de "Metrolima", que contemplaba un total de 5 líneas de tren subterráneo, quedó archivado de manera permanente.

### Inicio

Primer logotipo diseñado para el Metro de Lima.

El 20 de febrero de 1986, el primer gobierno de Alan García creó la "Autoridad Autónoma del Proyecto Especial Sistema Eléctrico de Transporte Masivo de Lima y Callao" por Decreto Supremo N° 001-86 MIPRE ratificado luego por la Ley N° 24565 el 30 de octubre de 1986.
Esta entidad convocó a un concurso público internacional  para la construcción de este sistema y el ganador fue el Consorcio Tralima conformado por capitales italianos como Intermetro, Landsystem, Technosynesis, Italtekna, Italgenco, Cogefar-Impresit, Fiat Ferroviaria S.p.A., Breda Costruzioni Ferroviarie S.p.A., Ercole Marelli Trazione S.p.A. y  Ansaldo Trasporti S.p.A..

Este consorcio inició con prontitud las obras de construcción de la infraestructura para un metro en viaducto elevado. Así, el 18 de octubre de 1986 se colocó la primera piedra en lo que hoy es la Estación Los Cabitos de la Línea 1, habiendo sido la principal promesa que hiciera el recién electo Alcalde de Lima y militante del entonces partido de gobierno: Jorge del Castillo. 
Seguidamente, se inició la construcción de un Patio Taller de 120 000 m² en el distrito de Villa El Salvador, al sur de la ciudad, destinado al parqueo de los trenes y al mantenimiento preventivo de los mismos. La construcción avanzó con relativa rapidez durante un par de años, pero cuando la Línea 1 llegó al distrito de San Juan de Miraflores (específicamente al llegar a la Estación Atocongo) el país se encontraba en una profunda crisis económica y social, lo cual motivó que se paralizara la obra, luego de una inversión de 226 millones de dólares en cofinanciamiento con el gobierno italiano.

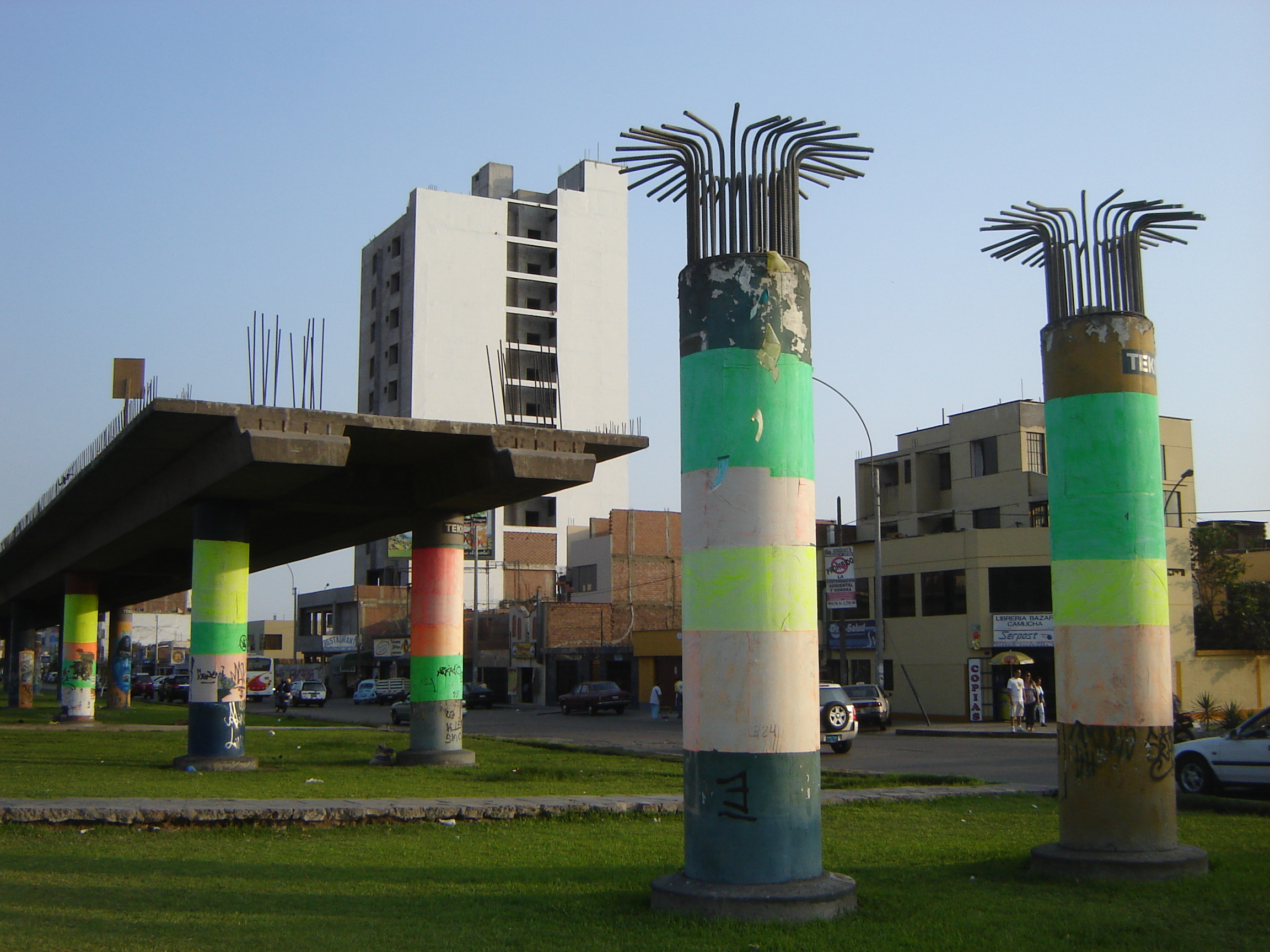
La construcción del viaducto de la línea 1 permaneció paralizada por varios años. Avenida aviación cuadra 37, distrito de San Borja.

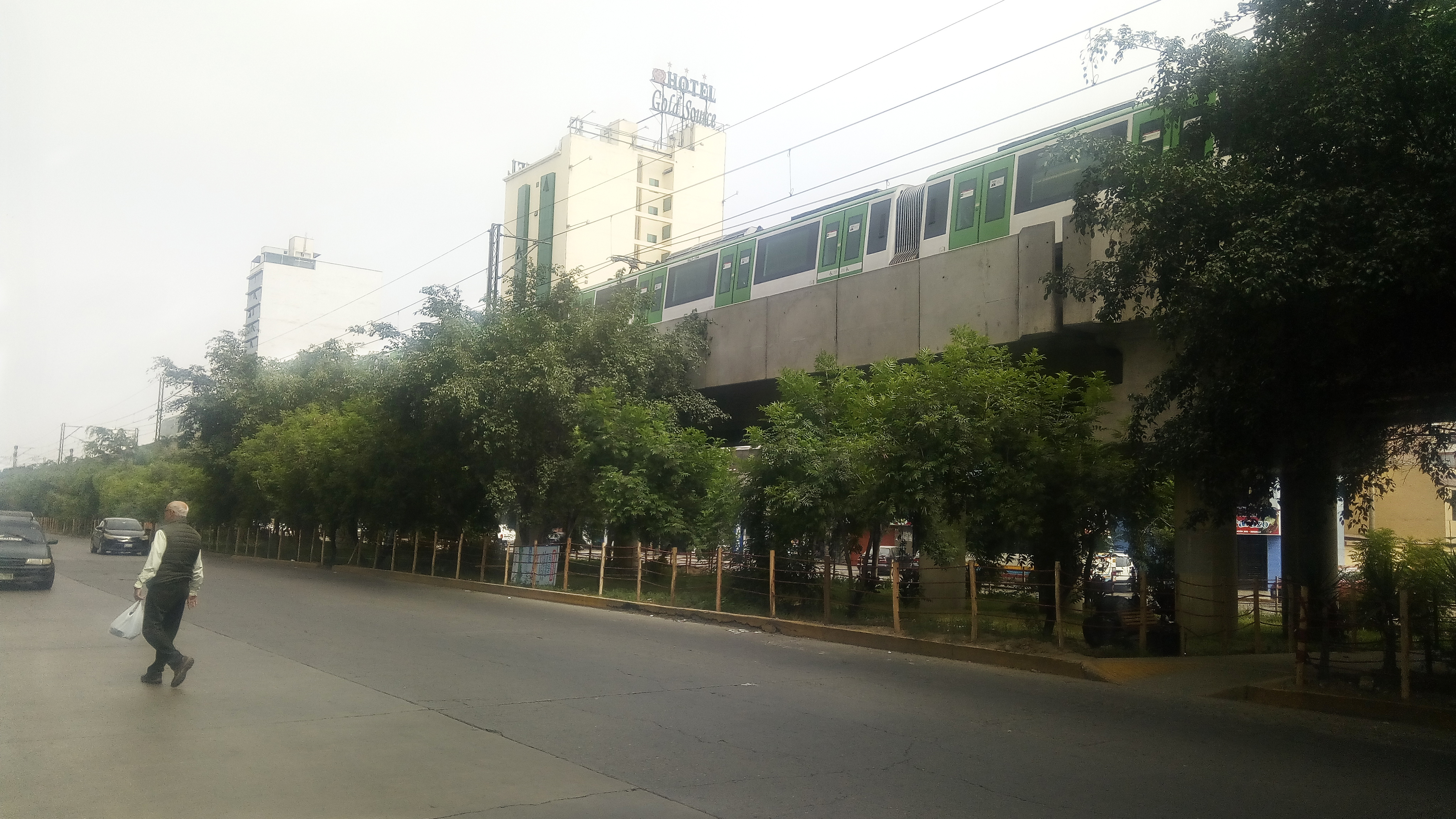
Viaducto y el tren de la Línea 1 en su recorrido sobre la avenida aviación cuadra 37, cerca a la estación Angamos. Año 2024.

Su recorrido original debía continuar por la avenida Aviación hasta llegar al Hospital 2 de Mayo, en el distrito de Lima; sin embargo, el presupuesto asignado se había agotado y esto, sumado a varios cuestionamientos a la transparencia en el manejo de los recursos  y a otros factores como la inflación y el terrorismo (este último dejaba a la capital sin energía eléctrica durante largos períodos), dejaron la obra paralizada.
Pese a ser una obra inconclusa, el 28 de abril de 1990, a tres meses de finalizar su gobierno, Alan García dispuso la inauguración experimental de la sección construida que fue 2,0 km. Ese día circularon dos coches motrices Ansaldo Breda MB300, similar a los coches de la serie MB100 de la Línea B del Metro de Roma. 
Las obras civiles se suspenden totalmente desde 1991 hasta mediados de 1993 cuando en ese año se decide invertir 23 millones de dólares para terminar de construir las estaciones y completar la electromecánica del primer tramo que estaría lista hasta mediados de 1994.
En septiembre de 1995, Tralima entrega el tramo Villa el Salvador-Atocongo de 9,2 km al estado peruano. En noviembre de ese año el gobierno anunció que pretendía subsidiar la tarifa del metro por 36 meses, esto ante la posibilidad de iniciar la operación comercial del corto tramo a mediados de 1996. También, se estudiaba la posibilidad de terminar el segundo tramo calculando una inversión de US$ 120 millones de dólares.

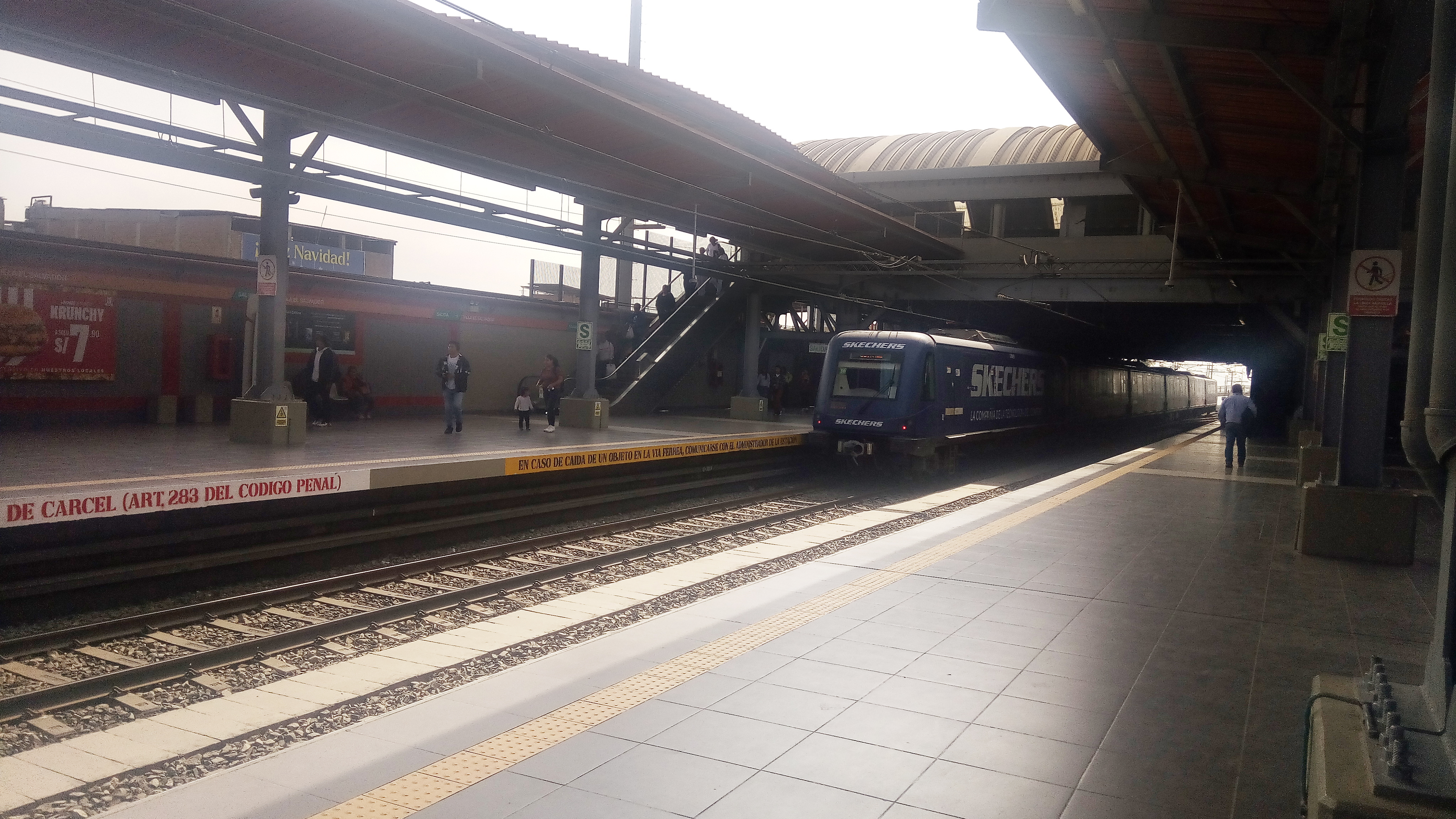
Estación Villa El Salvador en el 2024.

Sin embargo, al ser esta demasiado corta (9,2 km) por lo que no llegaba a ingresar a los distritos céntricos y de mayor demanda de Lima, la hoy llamada Línea 1 quedó como una obra inutilizable en la práctica. Por tal razón, los trenes operaron en vacío únicamente para evitar su deterioro y excepcionalmente transportaron pasajeros de manera gratuita cuando los transportistas de la capital paralizaban sus labores por causa de algún reclamo gremial.
Entre los años 1996 y 1999 se hicieron obras complementarias como la extensión del viaducto desde la estación Atocongo hacia la avenida Tomás Marsano (avenida Santiago de Surco), desde el cruce de las avenidas Caminos del Inca y Los Próceres hasta llegar al cruce de las avenidas Antares y Andrés Tinoco (1996), edificación de nuevas estaciones como Jorge Chávez (semiconstruida desde 1996 hasta 2010), Miguel Iglesias (actual Estación María Auxiliadora) y Estación Pumacahua en 1998. La construcción de una cola de vía elevada de 220 metros desde la Estación Jorge Chávez hasta la altura de la avenida Alejandro Velasco Astete en el distrito de Santiago de Surco en 1999.
En diversas ocasiones, candidatos a la presidencia y a la alcaldía utilizaron políticamente la promesa de concluir el proyecto, aunque esto nunca ocurrió. Así, dada la virtual inoperatividad del sistema, los municipios por los que pasaba la vía del metro empezaron a "cubrir" los pilares truncos o tramos inconclusos para tratar de menguar, de alguna forma, el impacto negativo ocasionado al paisaje urbano. Así, en la berma central de la avenida Aviación, se hicieron elevaciones de tierra y césped, con el fin de evitar la invasión del comercio ambulatorio (que en ese entonces era un grave flagelo en Lima). Se sembraron árboles, enredaderas y plantas colgantes que trepaban los fierros de la construcción inacabada. Algunos municipios también pintaron sus columnas y muros con paisajes peruanos e imágenes de la naturaleza peruana, como una forma de asumir que el proyecto había quedado trunco.
En el año 2000, se propuso una línea subterránea Gran Metro del Cono Este por Álex Kouri.
El 5 de agosto de 2001, la AATE pasó a manos de la Municipalidad Metropolitana de Lima por Decreto de Urgencia N° 058-2001 con la esperanza de que el proyecto fuera relanzado. Sin embargo, el Metro siguió operando con recorridos en vacío con el fin de brindar mantenimiento preventivo a los trenes y evitar su deterioro. Así, pasarían casi veinte años en que el proyecto permanecería abandonado.
En 2005, la Secretaría Técnica del Consejo de Transporte de Lima y Callao ST-CTLC (institución adscrita al Ministerio de Transporte y Comunicaciones-MTC) solicitó a la Agencia de Cooperación Técnica del Japón-JICA la formulación de un Plan Maestro de Transporte Urbano, el cual consideró una red de 7 líneas para el Metro de Lima. Sin embargo, el plan fue desestimado.

### Relanzamiento del proyecto
En 2009, el Gobierno Nacional dispuso que el Ministerio de Transportes y Comunicaciones retomara la administración de la Autoridad Autónoma del Sistema Eléctrico de Transporte Masivo de Lima y Callao (AATE), encargando a una dependencia del ministerio llamada Provias Nacional la organización de una licitación pública internacional para la selección de la empresa que llevase a cabo las obras civiles de la sección faltante del primer tramo de la hoy llamada Línea 1, así como del equipamiento electromecánico del mismo. El financiamiento de la obra provino de una operación de endeudamiento externo con la Corporación Andina de Fomento (CAF) por US$ 300 millones de dólares, aprobado el 18 de agosto de 2009. El 2 de diciembre de ese mismo año, el Ministerio otorgó la buena pro para la construcción al Consorcio Tren Eléctrico Lima, conformado por la empresa brasileña Odebrecht junto a Graña y Montero de Perú. Las obras civiles de continuación de la Línea 1 del Metro de Lima se iniciaron el martes 2 de marzo de 2010.

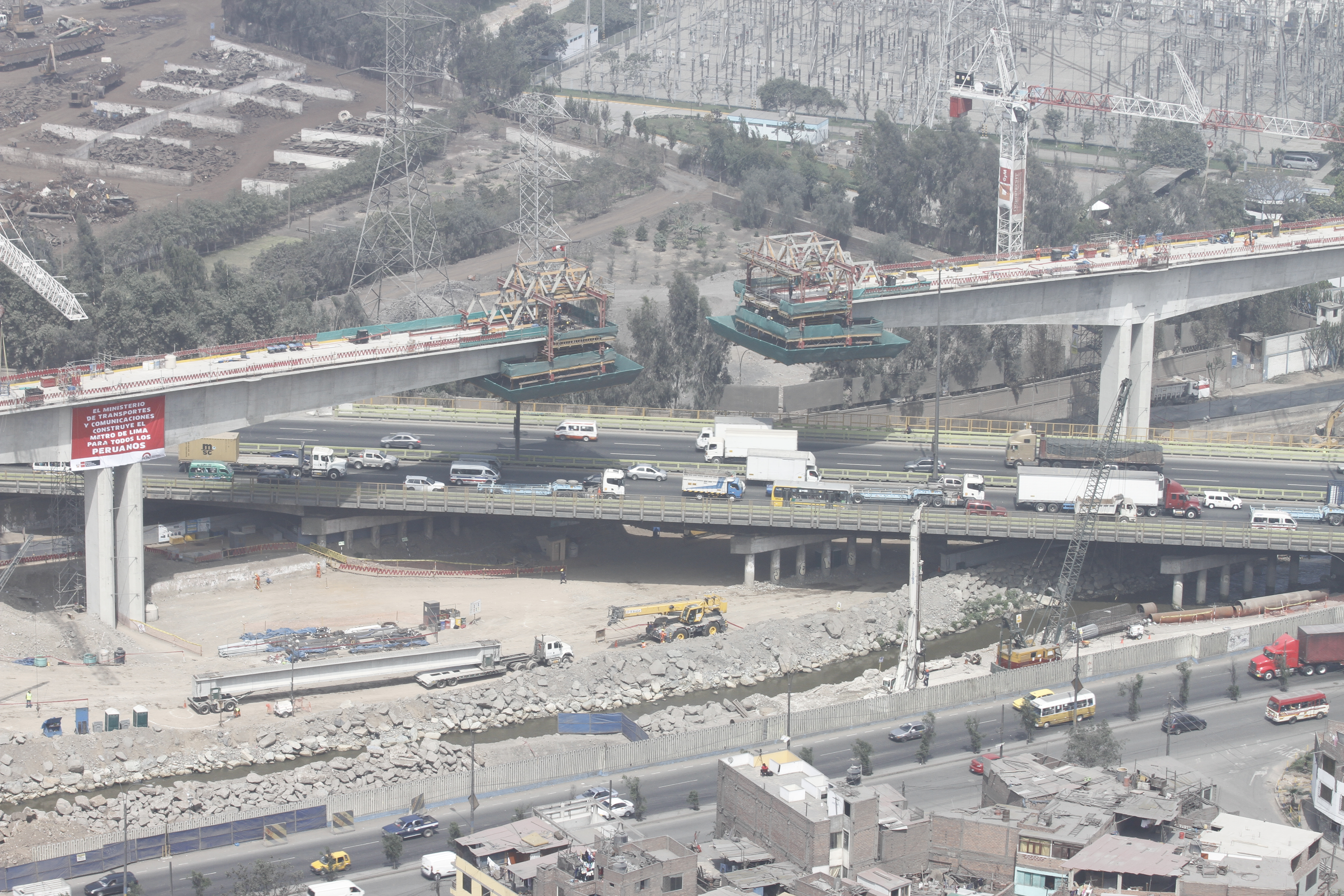
Construcción del Puente Huáscar para el recorrido del Metro de Lima.

En este contexto, el gobierno dictó el Decreto Supremo 059-2010-MTC mediante el cual se aprobó la «Red Básica del Metro de Lima». Dicho dispositivo, tuvo como finalidad brindar el marco jurídico para la implementación del sistema en su conjunto, considerando en su diseño a la recientemente concesionada Línea 1, y dejando la proyección para las demás líneas que se fueran construyendo en el futuro.
Para enero de 2011, las obras de la Línea 1 ya se encontraban prácticamente terminadas, restando únicamente la electrificación de la nueva vía que estaría a cargo de la empresa alemana Siemens y la renovación del material rodante italiano a cargo de Ansaldo Breda, su fabricante original. En paralelo, el Ministerio de Transportes y Comunicaciones (MTC) organizó junto a la Agencia de Promoción de la Inversión Privada (Proinversión) un nuevo concurso público para la selección del operador del tren. El operador seleccionado fue el Consorcio Tren Lima-Línea 1, consorcio peruano-argentino conformado por la peruana Graña y Montero y la argentina Ferrovías, operadora del Ferrocarril Belgrano Norte y de otros servicios ferroviarios en Buenos Aires. El consorcio conformado por GyM y Ferrovías proveyó el material rodante faltante, consistente en 7 trenes más y 48 vagones adicionales a los ya existentes. El operador se hará hecho cargo de la operación del metro por un período de 30 años.

### Inauguración

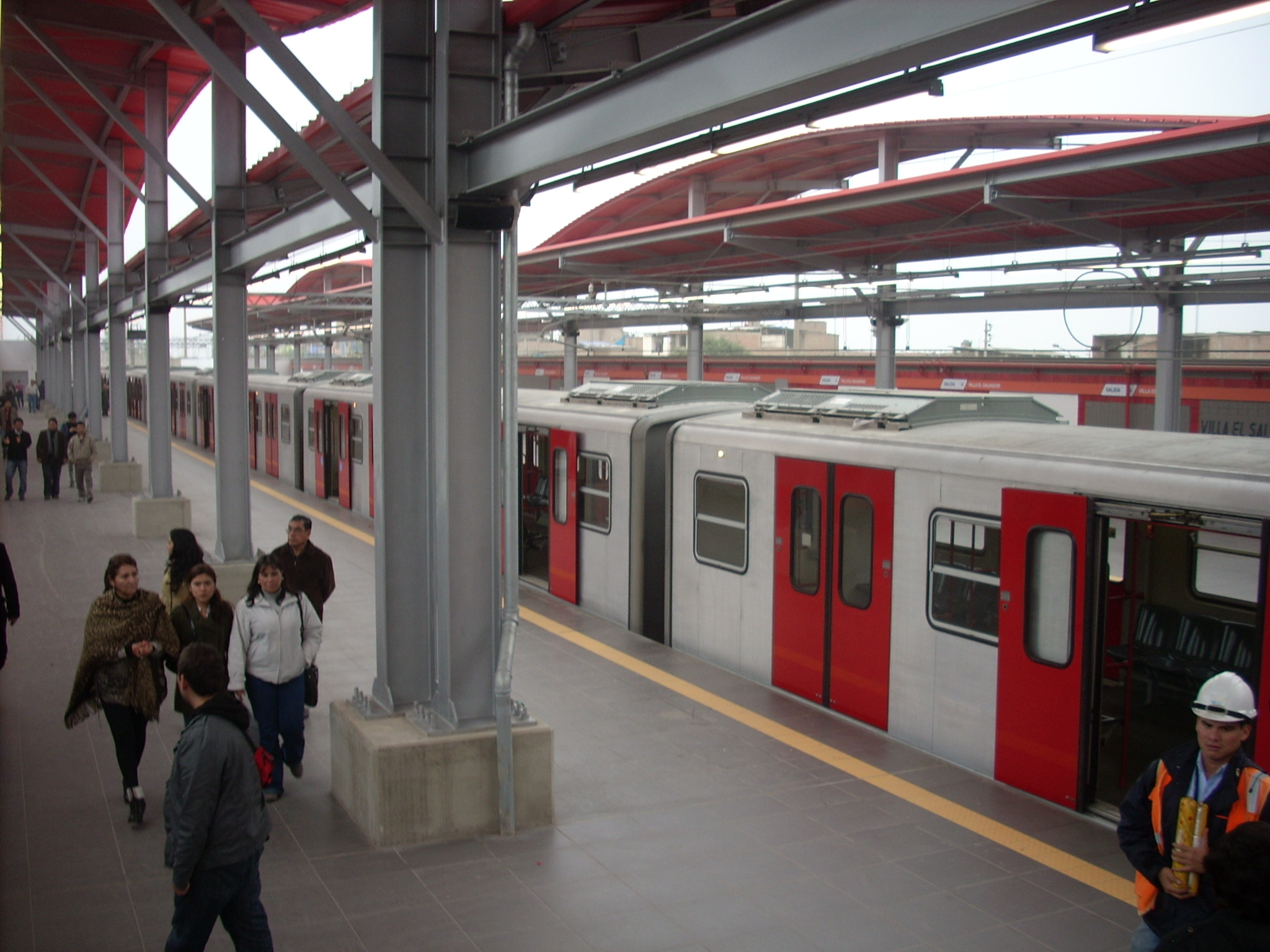
Tren AnsaldoBreda MB-300 en la estación Villa El Salvador, durante el servicio gratuito por invitados (abril de 1990).

El tramo 1 de la Línea 1 fue inaugurado el 28 de abril de 1990, por el presidente Alan García Pérez durante su primer gobierno, en una ceremonia que se celebró en la Estación Multimodal Villa el Salvador. Sin embargo, la construcción de la línea se paralizó por más de 25 años hasta el segundo gobierno del presidente mencionado en el año 2006, quien impulsó su construcción definitiva. El 6 de enero de 2012, entraron en funcionamiento todas las estaciones en horario completo (de 6:00 a. m. a 9:00 p. m.), y desde el 9 de enero hasta el 4 de abril de 2012 se realizaron los traslados gratuitos con todo tipo de pasajeros. La operación comercial se inició el 5 de abril de 2012 mediante el cobro por la utilización del servicio, empleando para ello una tarjeta inteligente recargable que puede ser adquirida en las diferentes estaciones.

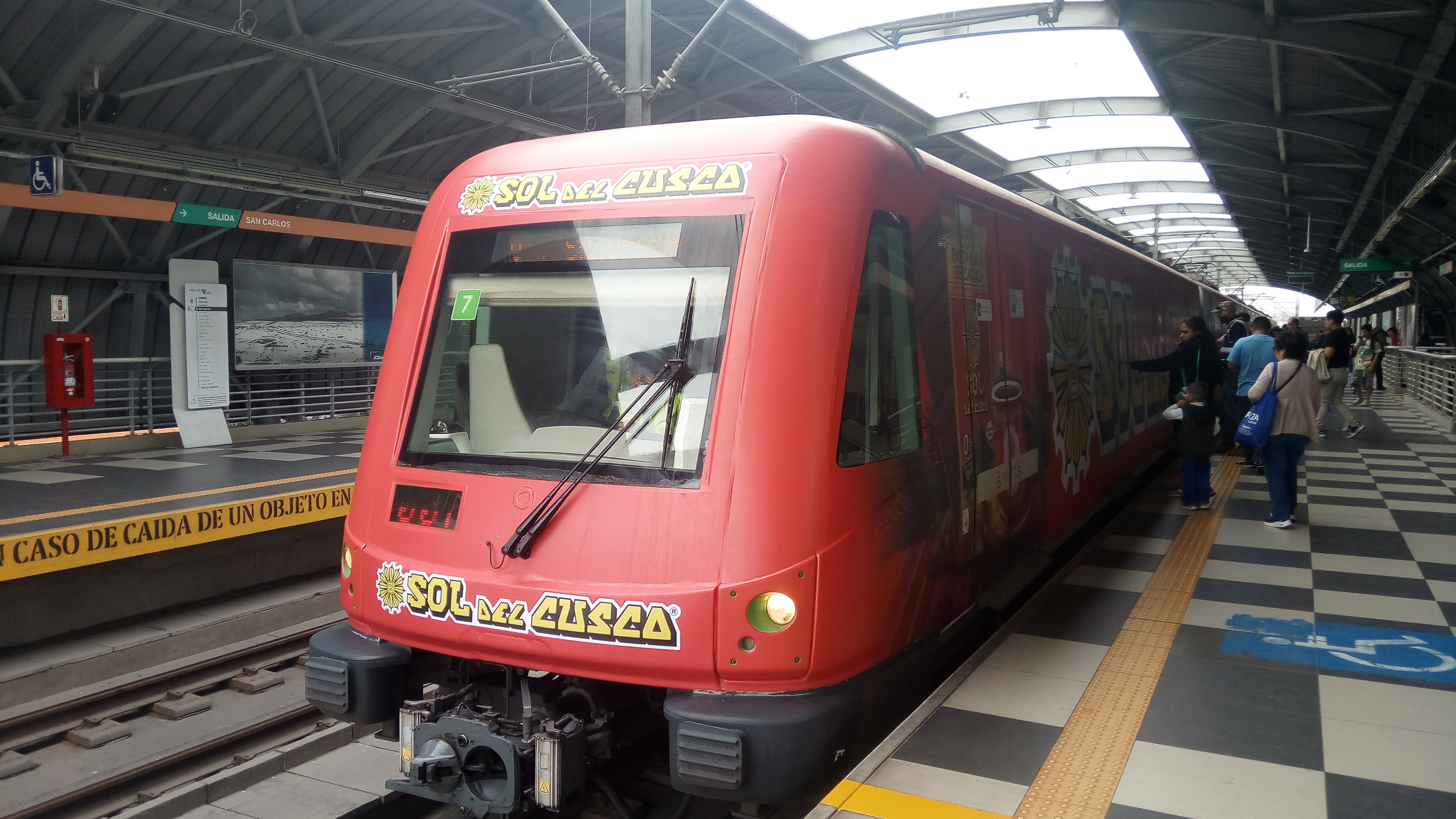
Tren Alstom Metropolis 9000 en la estación San Carlos.

Paralelamente, el Ministerio de Transportes y Comunicaciones (MTC) convocó a licitación pública internacional para la construcción de la segunda etapa de la Línea 1, que une la Estación Intermodal Grau con el distrito de San Juan de Lurigancho. El 10 de noviembre de 2011, comenzaron los trabajos preliminares de construcción del tercer tramo de la línea 1 que se inició a pocos metros del final del viaducto, en el cruce de las avenidas Aviación y Miguel Grau, frente al cuartel Barbones, en el distrito de Lima.

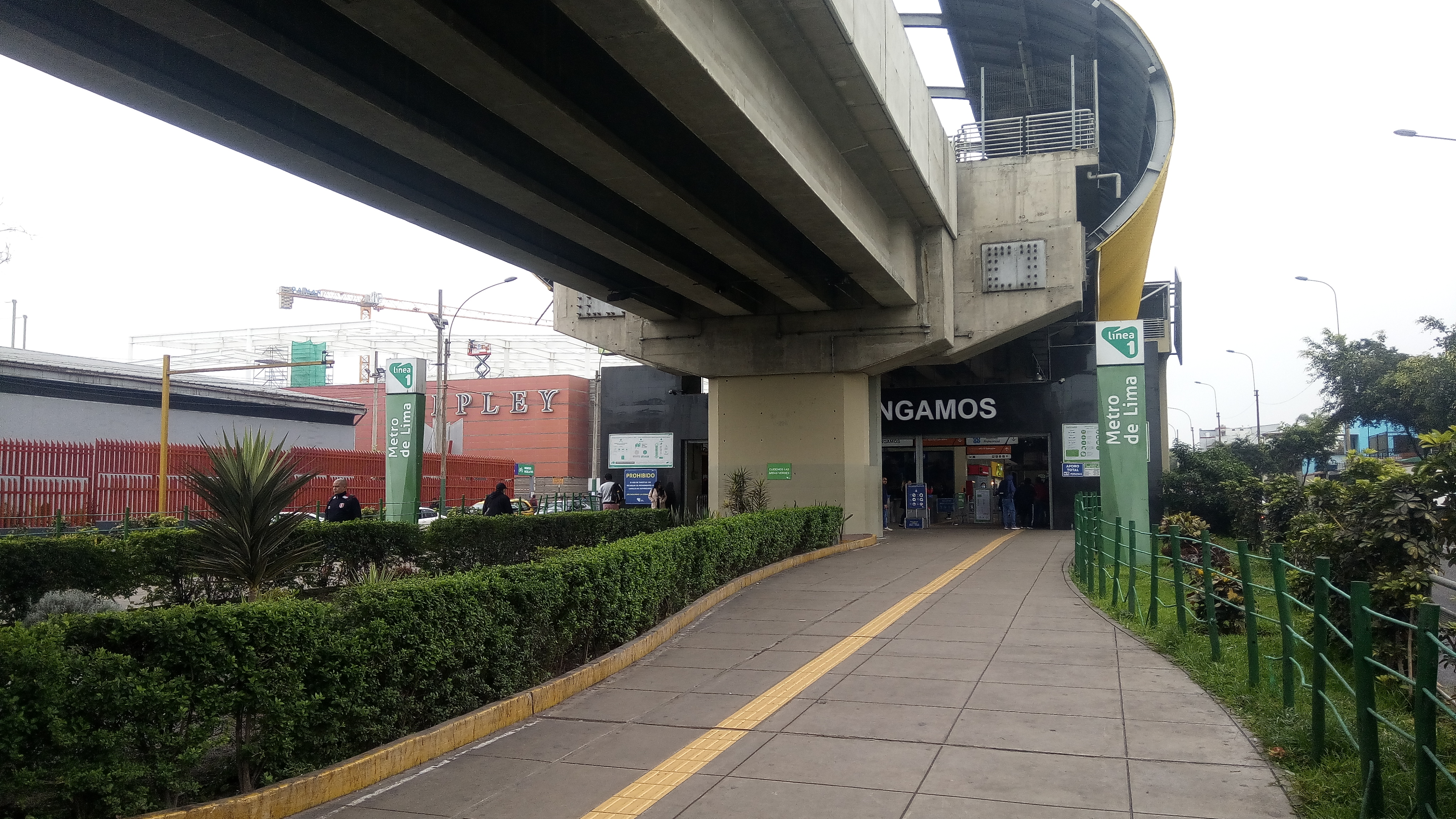
Entrada a la estación Angamos de la línea 1 del metro de Lima y Callao.

El 10 de abril de 2012, se colocó oficialmente la primera piedra de la construcción y se dio inicio a las obras de gran envergadura. Después de casi dos años de trabajo, se concluyó el tercer tramo, el cual permitió completar los aproximadamente 35 kilómetros que tiene la Línea 1 en su totalidad, interconectando así a 11 distritos limeños entre Villa El Salvador (VES) y San Juan de Lurigancho (SJL). Según el contrato, se construyeron 12,5 kilómetros de viaducto elevado, 10 estaciones y 2 grandes puentes que cruzan el río Rímac y la vía de Evitamiento. La obra fue entregada el 12 de mayo de 2014, y luego de tres meses de pruebas en vacío, el 25 de julio de 2014 se dio inicio a las operaciones comerciales con público en la totalidad de la Línea 1 (tramos 1 y 2), la cual permite viajar desde Villa El Salvador hasta San Juan de Lurigancho en 54 minutos, a diferencia de las casi tres horas que tomaba recorrer el mismo tramo en transporte convencional durante las horas punta. La culminación total de esta línea constituyó una fecha histórica para la ciudad de Lima, pues la misma tuvo que esperar más de dos décadas para ver culminada esta fundamental obra de transporte masivo.

### Expansión

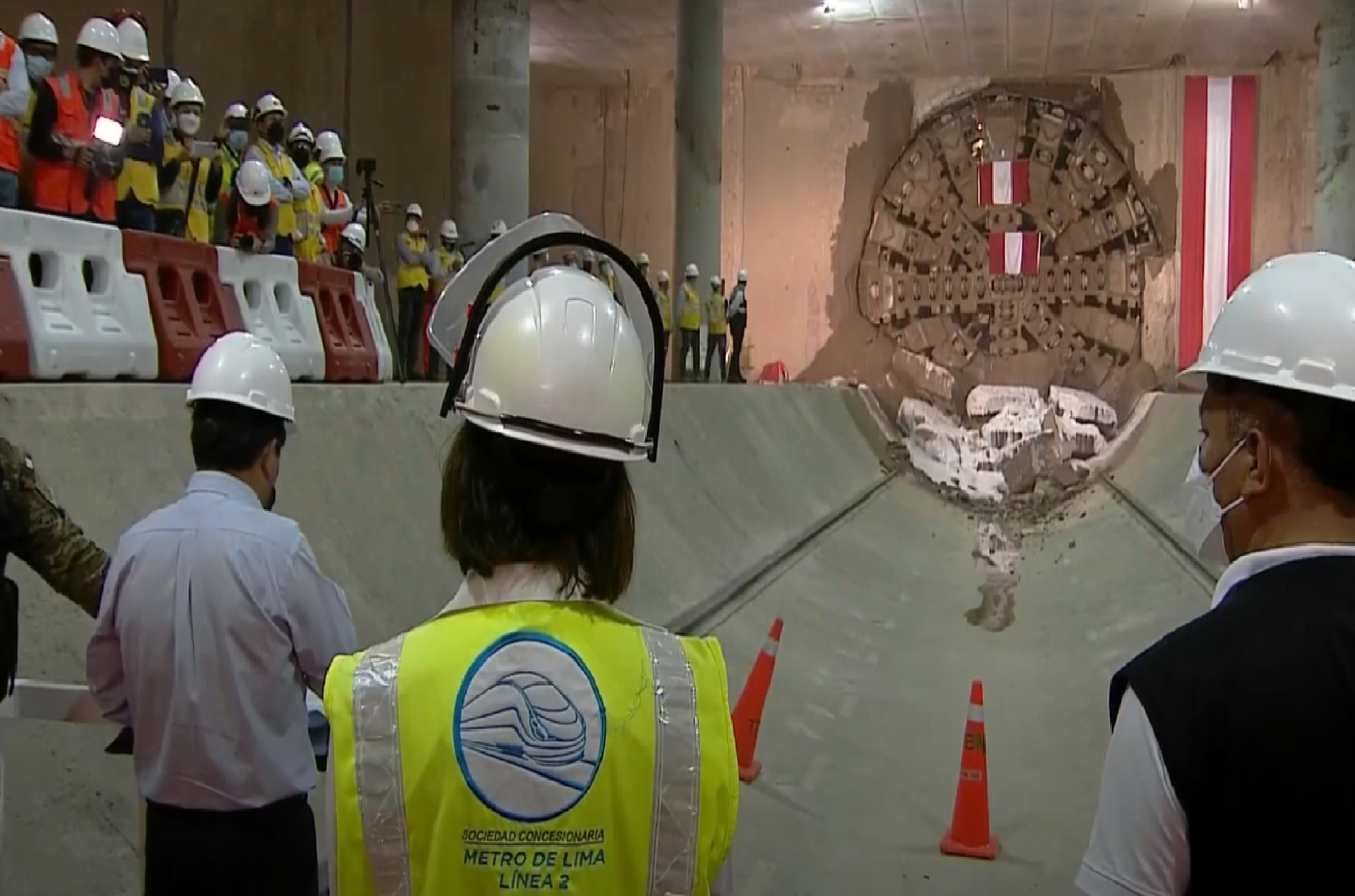
Avance de la tuneladora "Delia" en las obras de estación Circunvalación en la línea 2 del metro de Lima, enero de 2022.

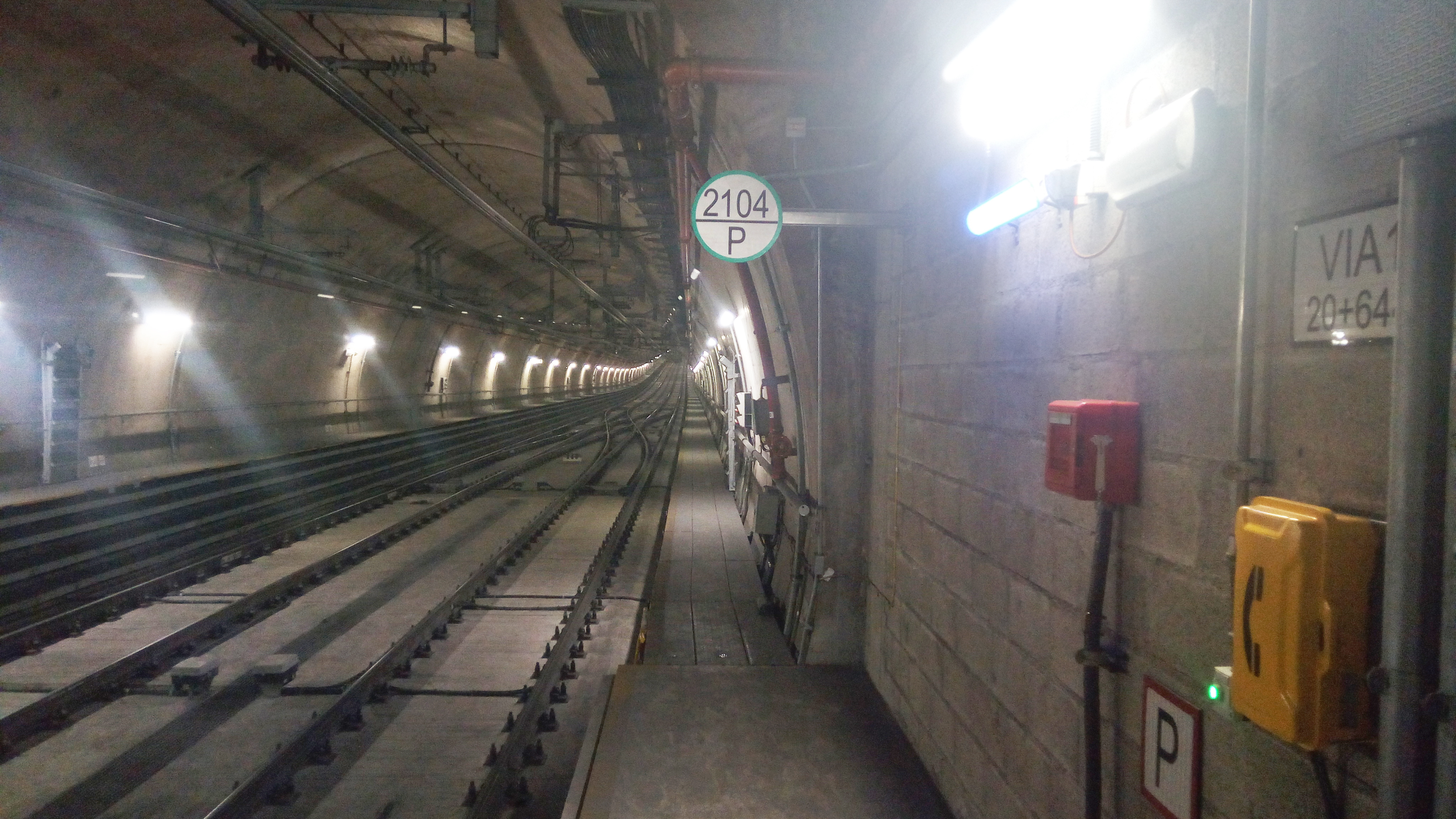
Túnel de la línea 2, a la altura de la estación Ovalo Santa Anita

El 15 de febrero de 2012, el presidente Ollanta Humala anunció la decisión del Gobierno Nacional de iniciar las gestiones para la construcción de la Línea 2 del Metro de Lima. Para el efecto, se encargó la implementación del proyecto a la agencia estatal Proinversión, la que preparó los estudios de factibilidad y el expediente técnico, en coordinación con el Ministerio de Transportes y Comunicaciones, para la posterior convocatoria a una licitación internacional que entregara el proyecto en concesión a inversionistas privados, determinándose que la empresa que ejecute la obra construya también un tramo de la futura Línea 4. Así, el 28 de marzo de 2014 se adjudicó la buena pro al Consorcio Nuevo Metro de Lima, el mismo que dio inicio a las obras el 29 de diciembre de 2014 en una ceremonia protocolar con asistencia del Presidente de la República. Como se había proyectado, la empresa contratista se encargará de construir la Línea 2, que será totalmente subterránea, recorrerá la ciudad de este a oeste y se interconectará con la Línea 1 en la nueva estación 28 de Julio y con el sistema de buses conocido como Metropolitano en su Estación Central de la Plaza Grau. Adicionalmente deberá construir un ramal de 8 km que corresponde a la futura Línea 4, y que recorrerá en sentido sur-norte desde la estación Carmen de La Legua en el Callao, hasta el Óvalo 200 Millas en conexión con el Aeropuerto Internacional Jorge Chávez

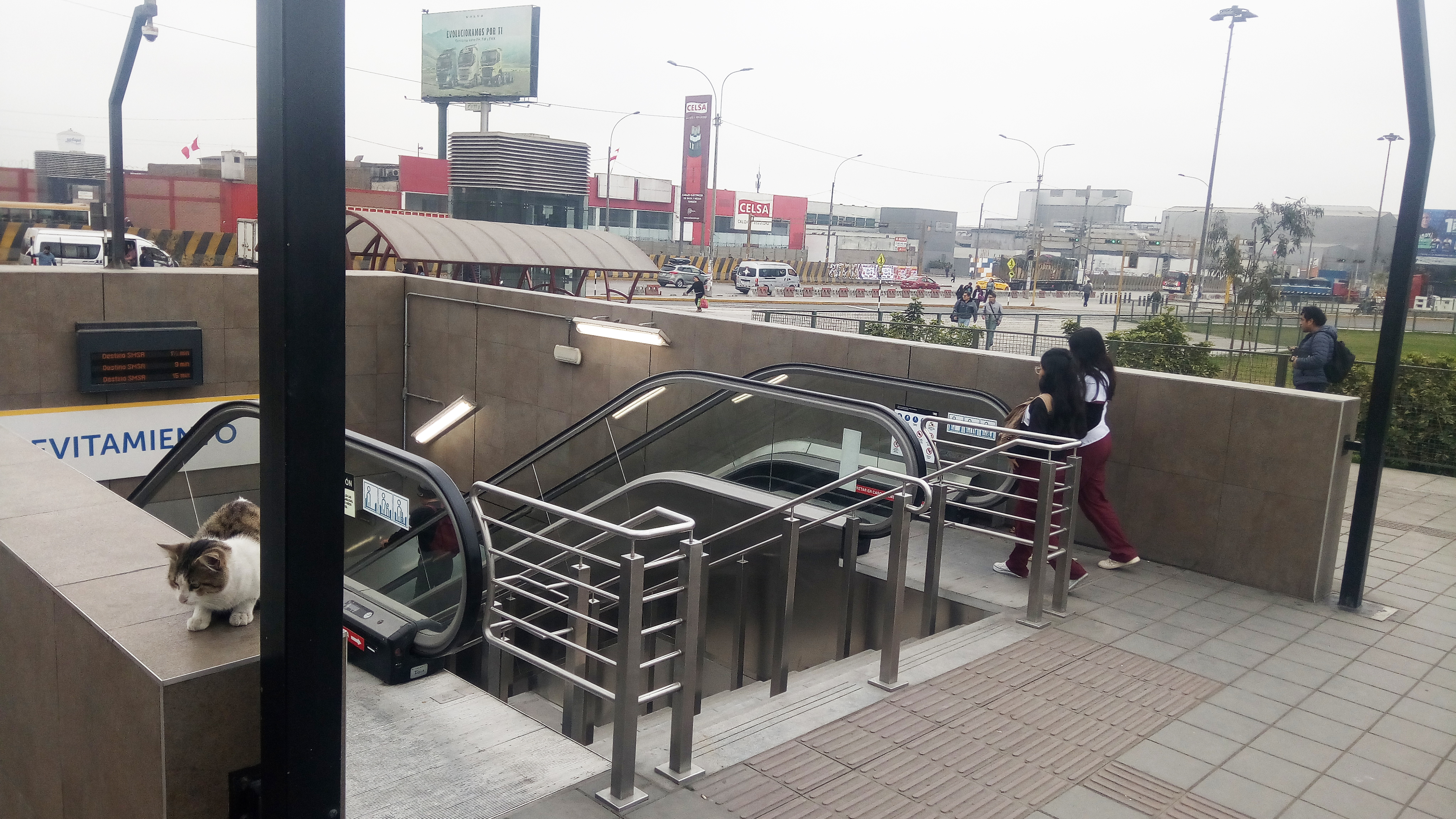
Entrada a la estación Evitamiento de la línea 2.

Paralelamente, el gobierno anunció su decisión de implementar la Línea 3 que deberá recorrer la ciudad de sur a norte, para lo cual se adjudicó los estudios de preinversión al consorcio integrado por Price Water House Coopers, Ingerop, Metropolitana Milanese y Alpha Consult. Dichos estudios estarán listos en abril de 2015 y tras su aprobación se podrá conocer el recorrido definitivo de la ruta y el plazo para su adjudicación.
La Línea 2 inicio sus operaciones el 21 de diciembre de 2023, con la puesta de la “marcha blanca” de la etapa 1A siendo del primer tren subterráneo del Perú. La presidenta, Dina Boluarte acompañada por el ministro de Transportes y Comunicaciones, Raúl Pérez Reyes participó en el inicio de operaciones de la etapa 1A de la Línea 2 del metro de Lima y Callao, desde la estación Mercado de Santa Anita hacia la estación Evitamiento cuyo servicio será temporalmente gratuito durante los 3 meses que duré el periodo de marcha blanca, previo a la compra de la tarjeta de embarque exclusiva de esta línea, la cual tiene un costo de S/ 7.50. 
En agosto de 2025, el ministro de Economía, Raúl Pérez Reyes, destacó el interés de compañías japonesas en invertir en proyectos de infraestructura del país, especialmente en las próximas Líneas 3 y 4 del Metro de Lima. Estas empresas, con amplia experiencia y participación actual en la Línea 2, buscan competir en los concursos para continuar su involucramiento.

## Componentes de la red

### Red Básica del Metro de Lima y Callao

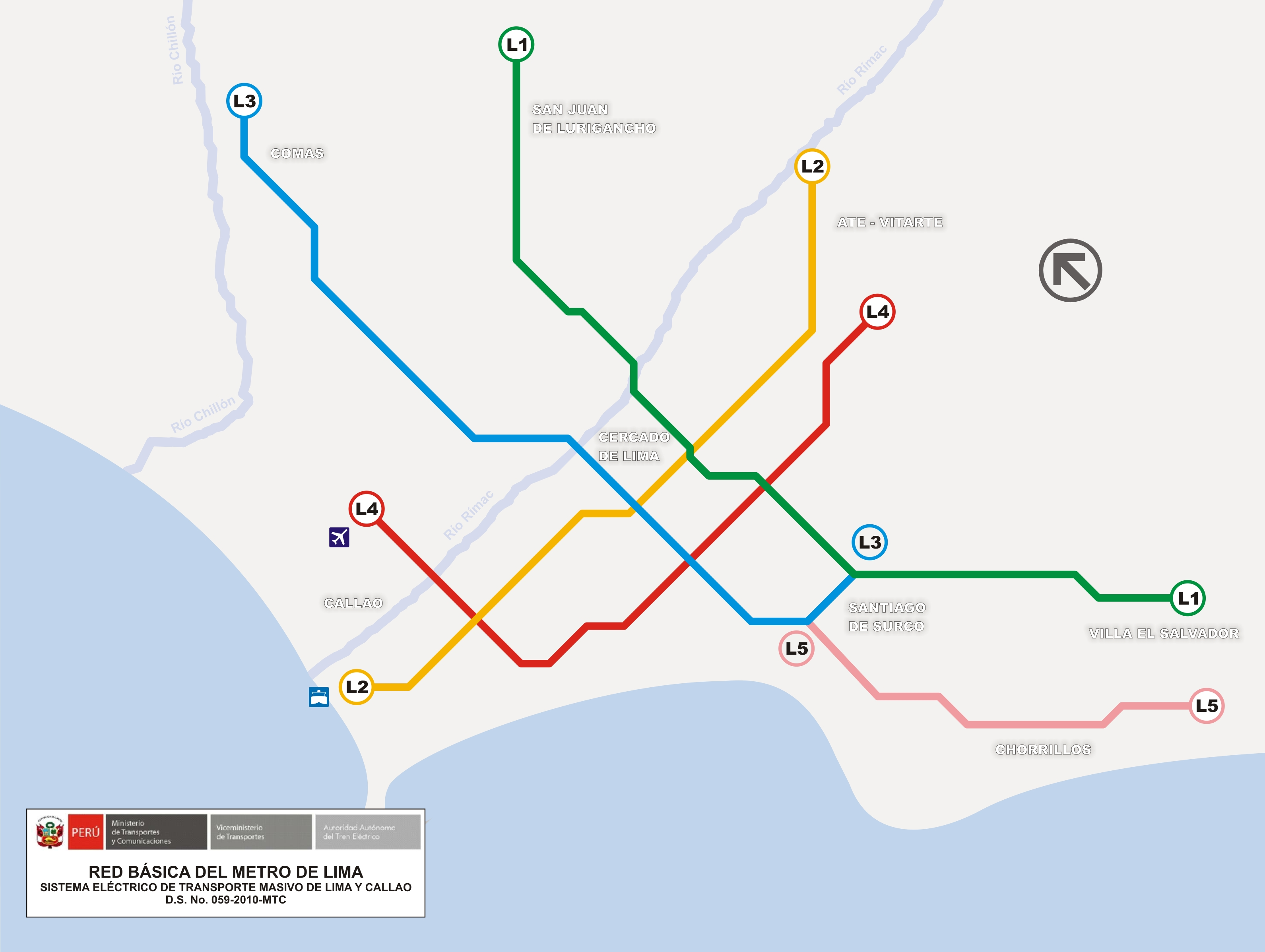
Diseño original de la Red Básica del Metro de Lima y Callao, aprobada el año 2010.

La actual Red Básica del Metro de Lima y Callao fue aprobada mediante Decreto Supremo 059-2010-MTC. Esta norma constituye el marco legal que permite el desarrollo de los estudios necesarios para establecer los trazos definitivos, la localización de las estaciones y el inicio de las gestiones para la reserva de los derechos de vía correspondientes en todas las líneas que compondrán la red. La red básica contemplaba inicialmente la construcción de cinco líneas, sin embargo, en agosto de 2013 incorporó una línea más (Línea 6).

### Líneas
De la Red Básica del Metro de Lima concebida en 2010, por ahora es la Línea 1 la que se encuentra terminada y completamente operativa, existiendo incluso una propuesta para extenderla aún más hacia la futura zona de expansión sur de la ciudad ubicada en el distrito de Lurín.
En abril de 2014, la Línea 2 fue concesionada y las obras preliminares comenzaron el día 29 de diciembre de 2014, en una ceremonia protocolar con asistencia del Presidente de la República. Esta línea, de la cual actualmente está completo sólo un tramo con cinco estaciones, encontrándose el resto en obras, incluye la construcción de un sector de la futura Línea 4.
Por otro lado, el 29 de mayo de 2013, el Ministerio de Transportes y Comunicaciones (MTC) aseguró que el gobierno también adjudicaría las concesiones de las líneas 3 y 4 del Metro de Lima antes de julio de 2016, de las seis líneas que tendrá este sistema de transporte público, dejándolas listas para ser construidas a partir de 2017.
Para fines del año 2015 o principios de 2016, se concretaría la concesión del diseño, financiamiento, construcción, provisión de equipamiento electromecánico, adquisición de material rodante, operación y mantenimiento de las líneas 3 y 4 del Metro de Lima.

El 1 de mayo del 2023, la jefa de estado, Dina Boluarte, anunció que su gestión promovería el inicio de la construcción de la Línea 3 del Metro de Lima a fin de cimentar un transporte interconectado, moderno y para ayudar a reducir las horas de viaje que se emplean todos los días para movilizarse en Lima, que la Línea 3 del Metro de Lima se ejecutará bajo la modalidad de contrato de Gobierno a Gobierno (G2G) y que ya había cinco países interesados. Al año siguiente, se confirmó que las líneas 3 y 4 se construirían mediante el «método Caverna», que ocupará un espacio reducido en sus estaciones. 
| Línea | Inauguración                                                                              | Operación comercial     | Recorrido                                | Longitud | Tipo de trayecto     | Nro de distritos | Tiempo entre cabeceras | Nro. de estaciones | Tipo de estación              |
| ----- | ----------------------------------------------------------------------------------------- | ----------------------- | ---------------------------------------- | -------- | -------------------- | ---------------- | ---------------------- | ------------------ | ----------------------------- |
|       | 28 de abril de 1990                                                                       | 5 de abril de 2012      | Villa El Salvador - Bayóvar              | 34,6 km  | Superficie y elevado | 9                | 54 min                 | 27                 | 6 a superficie y 21 a elevado |
|       | En construcción 22 estaciones. En servicio 5 estaciones desde el 21 de diciembre de 2023. | 11 de diciembre de 2024 | Puerto del Callao - Municipalidad de Ate | 26,8 km  | Subterráneo          | 9                | 45 min                 | 27                 | 27 subterráneas               |
|       | En proyecto                                                                               | En proyecto             | Comas - San Juan de Miraflores           | 34,8 km  | Subterráneo          | 11               | 54 min                 | 28                 | 28 subterráneas               |
|       | En construcción                                                                           | En construcción         | Gambetta - Mercado Santa Anita           | 34 km    | Subterráneo          | 13               | 53 min                 | 26                 | 26 subterráneas               |

#### Línea 1

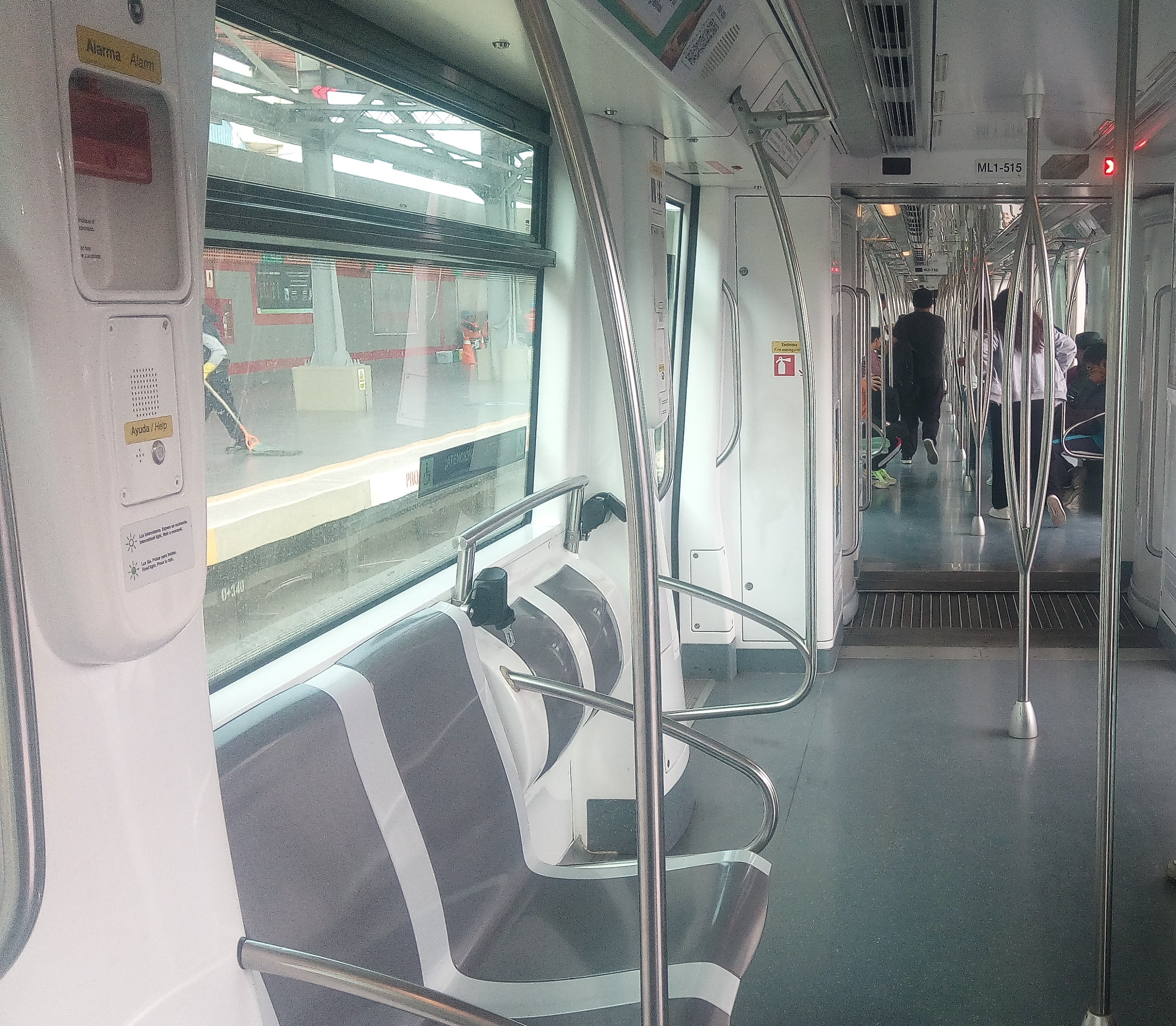
Los trenes de la línea 1 cuentan con espacios reservados para sillas de ruedas.

Actualmente, la línea 1 cuenta con una flota de cuarenta y cuatro trenes de seis coches cada uno. Al iniciar sus operaciones, la flota estuvo conformada por cinco trenes AnsaldoBreda de procedencia italiana que se adquirieron en la década de los ochenta (y que fueron luego remodelados y actualizados) más 19 trenes de la marca Alstom Metropolis 9000 (Barcelona Metro 9000 Series) que se adquirieron en el 2010. Estos últimos, inicialmente conformados por cinco coches cada uno. 

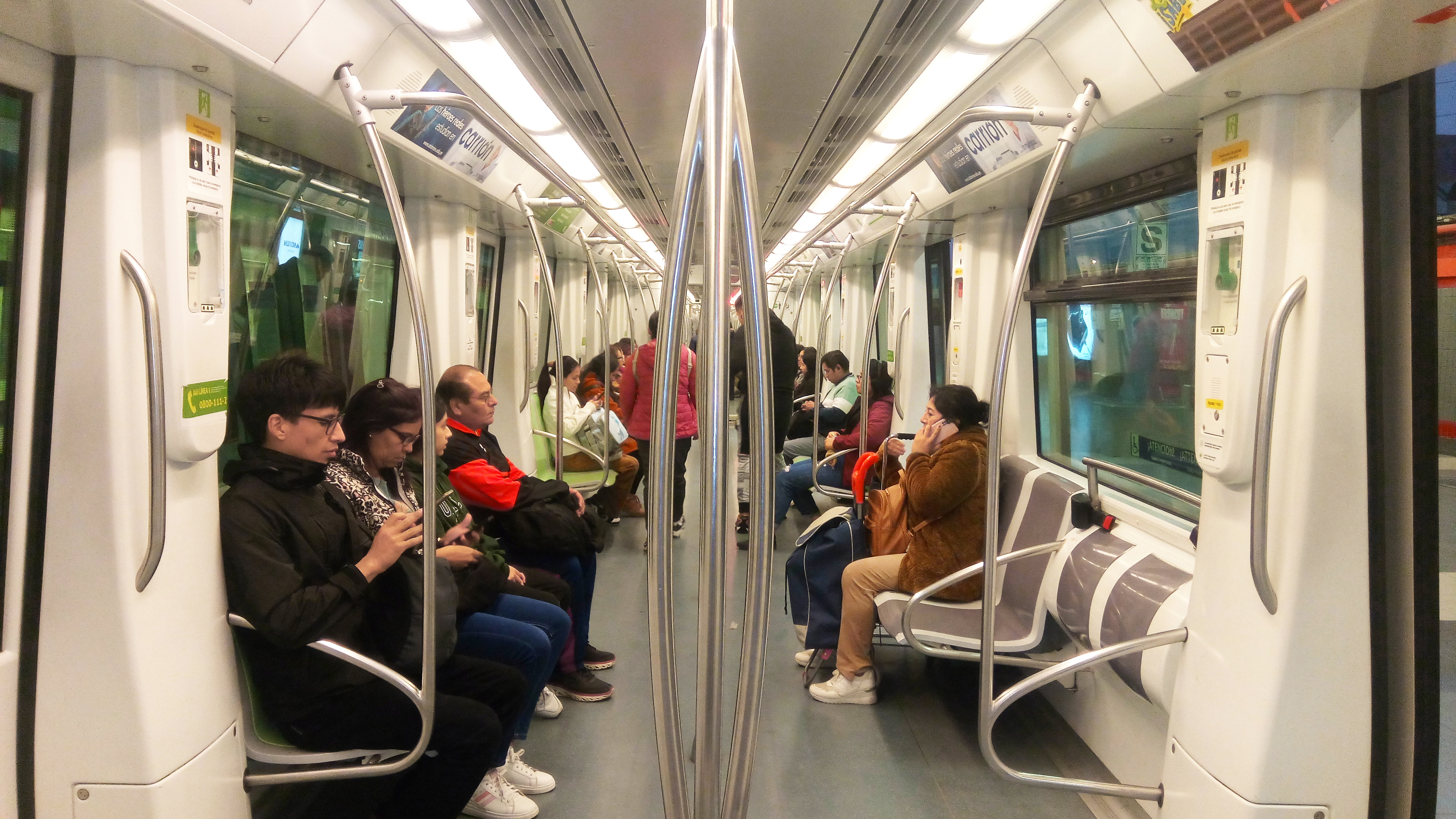
Interior de un tren de la línea 1, climatizado con aire acondicionado.

Posteriormente, al verificarse que se había superado la proyección de demanda estimada para 2035 se inició un proceso de ampliación de la capacidad del sistema y en julio del 2016 se firmó una adenda al contrato original que permitió adquirir 20 unidades adicionales de trenes Alstom Metropolis 9000 con 5 coches cada uno, además de 39 coches para ser agregados al total de unidades, los que en adelante quedarían en formaciones de 6 coches. Con el arribo de los nuevos trenes se logró reducir el término de espera de frecuencias de paso. En agosto de 2019 se reportó que la línea ya había alcanzado la cifra de 554 000 pasajeros diarios y la frecuencia de paso de trenes se redujo a 3 minutos en horas punta.
La Línea 1 se extiende por 34,6 km desde el distrito de Villa El Salvador, donde se encuentra el Patio Taller, hasta la Estación Bayóvar, en el distrito de San Juan de Lurigancho. Fue construida en viaducto elevado y constituyó el viaducto de tren tipo metro más largo del mundo por 6 años, hasta ser superada por la expandida Línea 1 del Metro de Wuhan en el 2017.
Recorrido: Avenida Separadora Industrial, Avenida Pachacútec, Avenida Los Héroes, Avenida Tomás Marsano, Avenida Aviación, Avenida Grau, Avenida Locumba, Avenida Próceres de la Independencia.

#### Línea 2

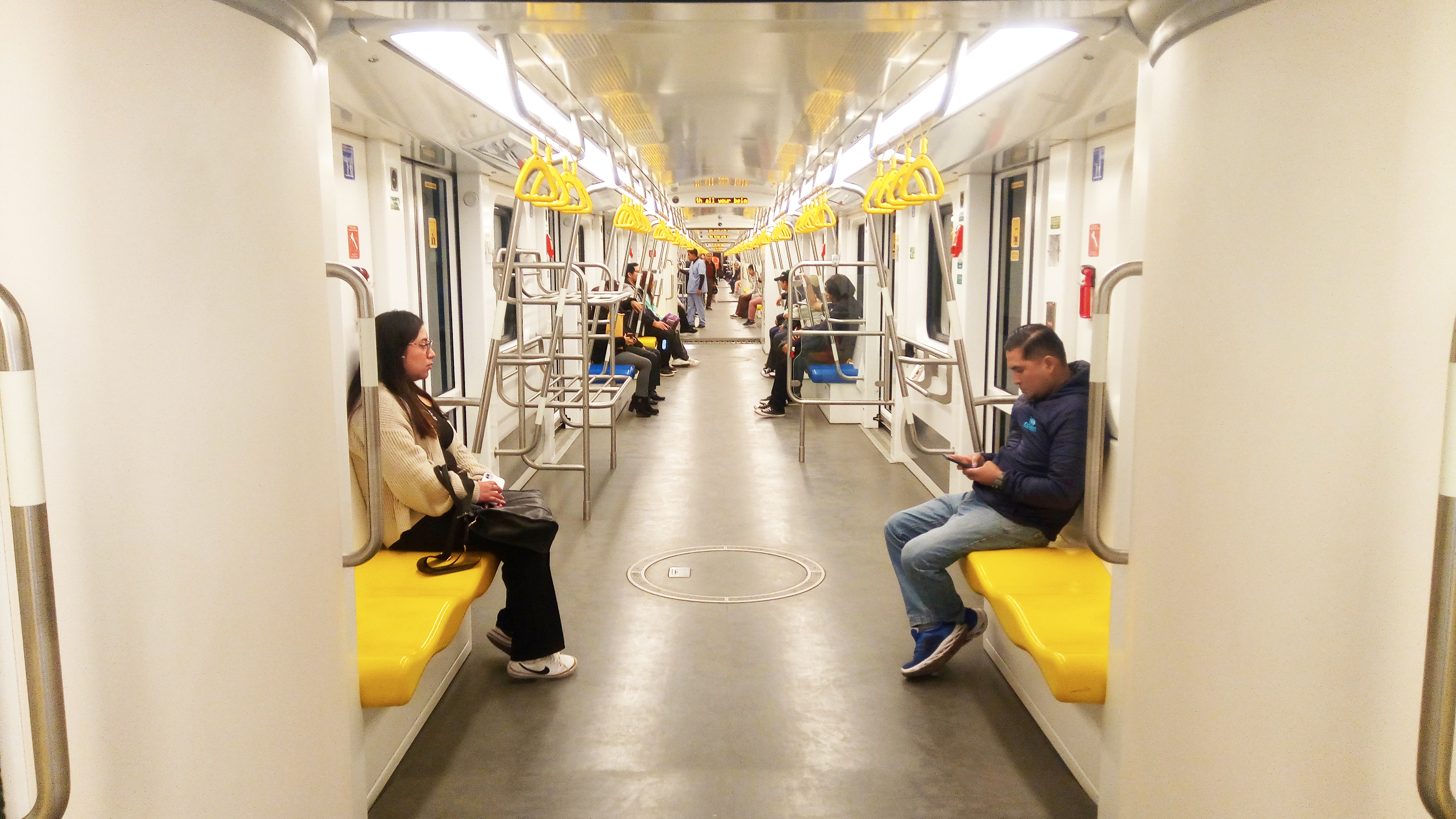
Interior de un tren de la línea 2, climatizado con aire acondicionado. El tren es automático, sin conductor.

La línea 2 inició sus operaciones el 21 de diciembre de 2023, con la puesta de la “marcha blanca” de la etapa 1A siendo del primer tren subterráneo del Perú. La presidenta Dina Boluarte, acompañada por el ministro de Transportes y Comunicaciones, Raúl Pérez-Reyes, participó en el inicio de operaciones de la etapa 1A de la Línea 2 del metro de Lima y Callao, desde la estación Mercado Santa Anita hacia la estación Evitamiento cuyo servicio será temporalmente gratuito durante los 3 meses que dure el periodo de marcha blanca, previo a la compra de la tarjeta de embarque exclusiva de esta línea, la cual tiene un costo de S/ 7.50. 

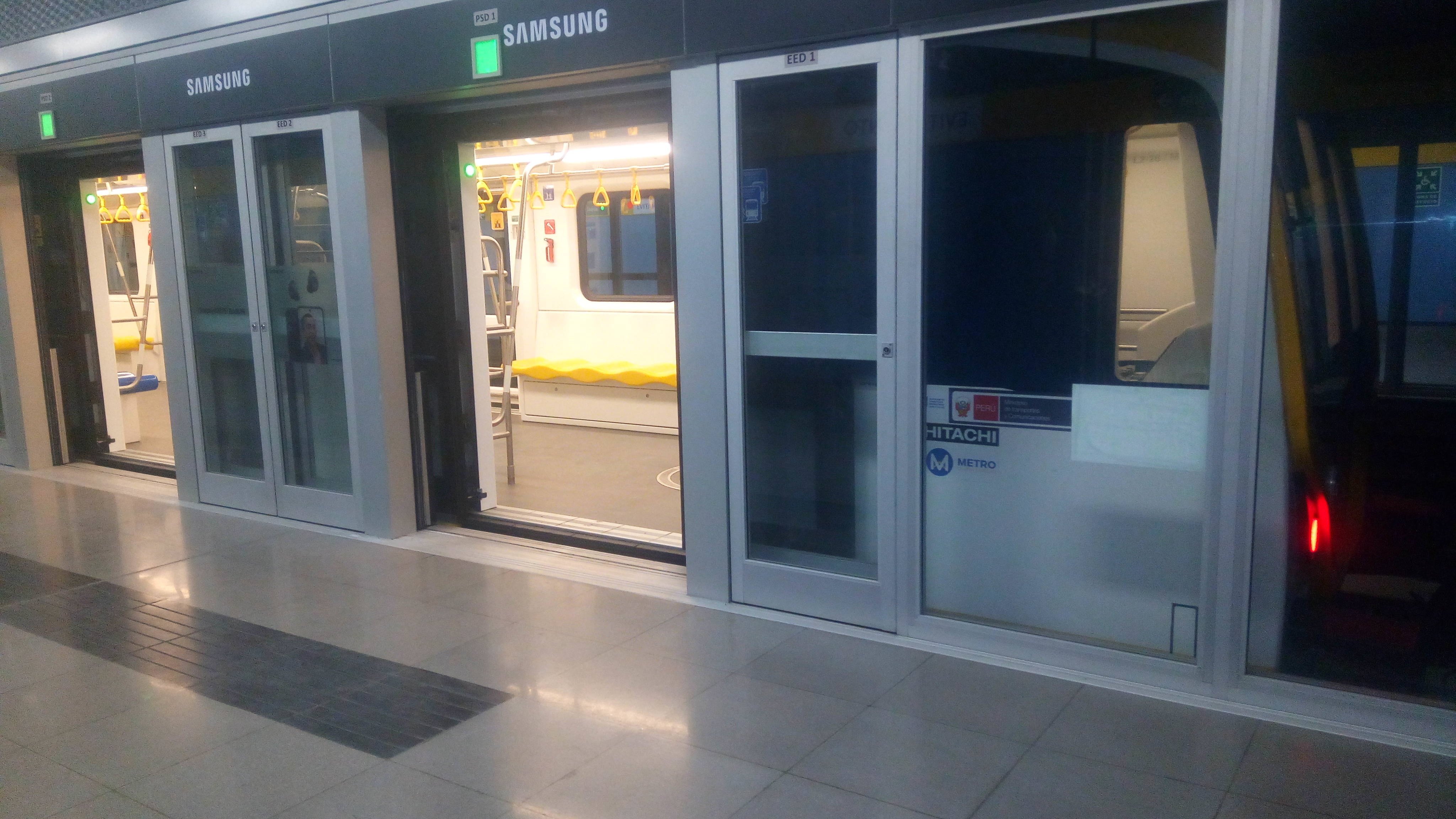
Las estaciones de la línea 2 cuentan con puertas de andén cuya apertura y cierre está sincronizada con las puertas del tren. Estación Evitamiento.

El recorrido de la línea 2 será de este a oeste a través de la ciudad, uniendo el distrito de Ate (Lima) con el Callao.
Las características del recorrido permitirán que esta línea se conecte con la línea 1 en la futura estación 28 de Julio y con la primera línea del Metropolitano en su Estación Central (que además es subterránea y actualmente en funcionamiento). Adicionalmente se ha previsto construir al mismo tiempo un ramal que prolongue la Línea 2 hasta el Aeropuerto Internacional, siendo este tramo una primera etapa de la futura Línea 4

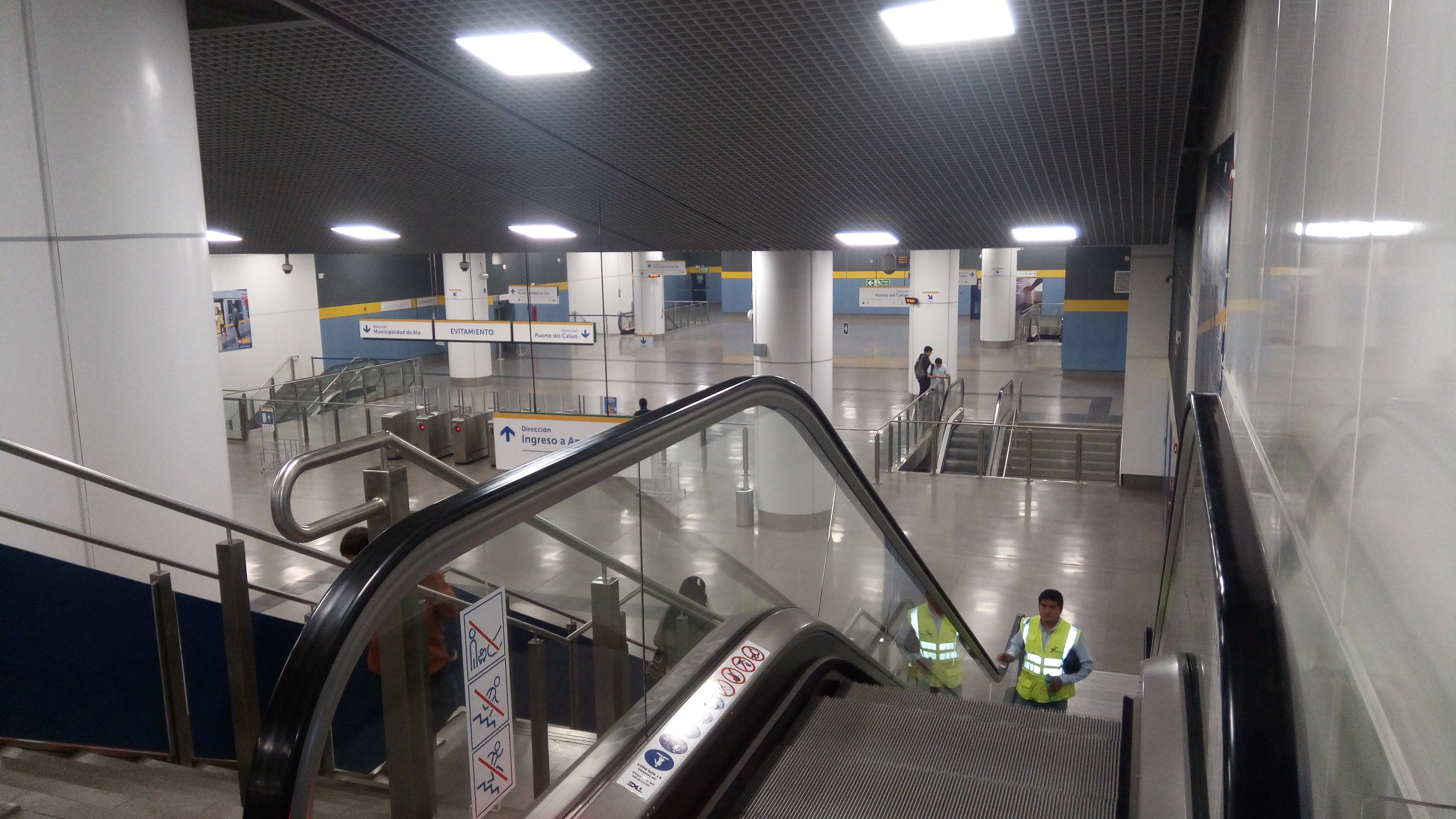
Estación Evitamiento y sus diferentes áreas y accesos al andén.

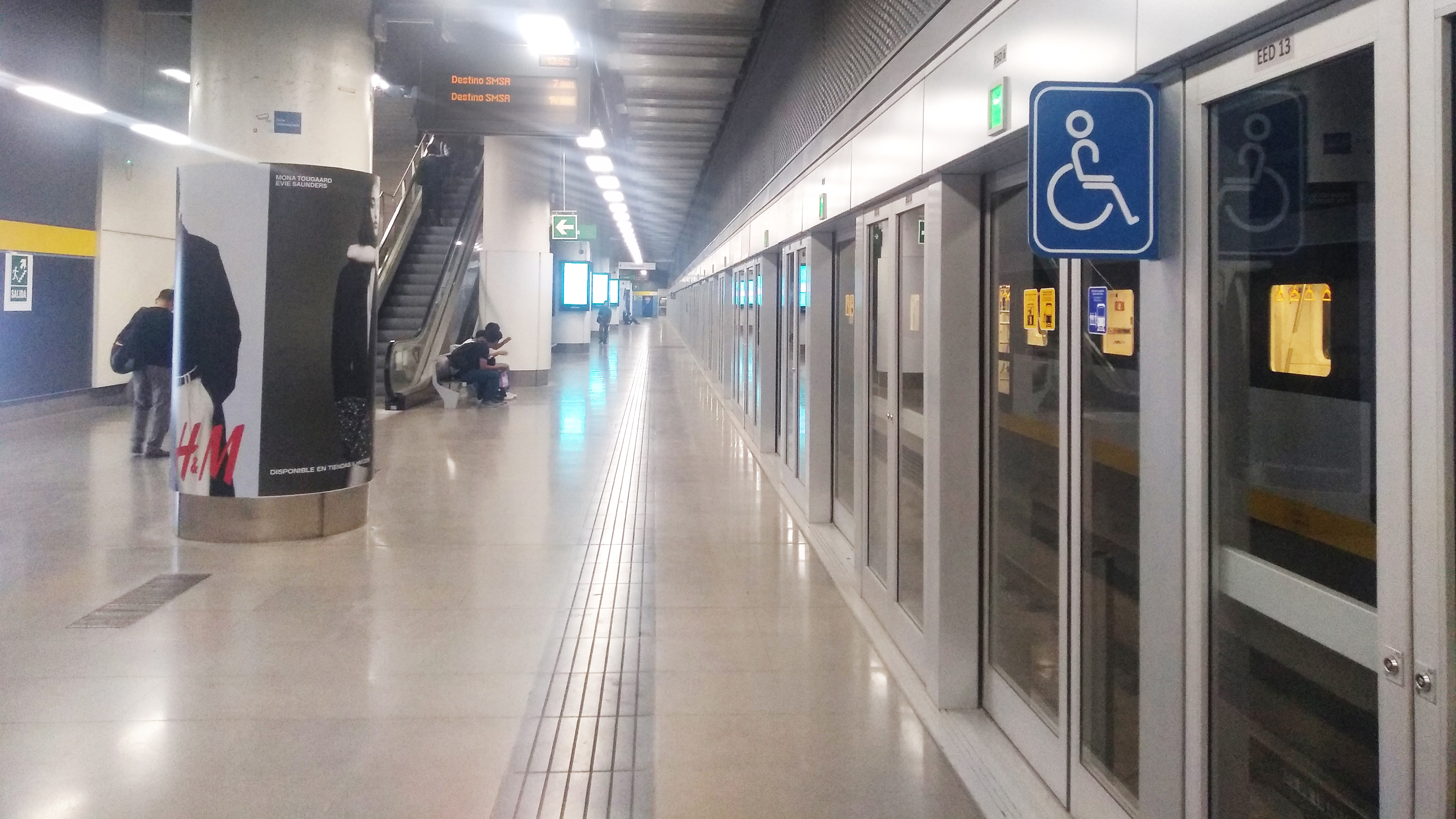
La zona de Anden de la la estación Evitamiento.

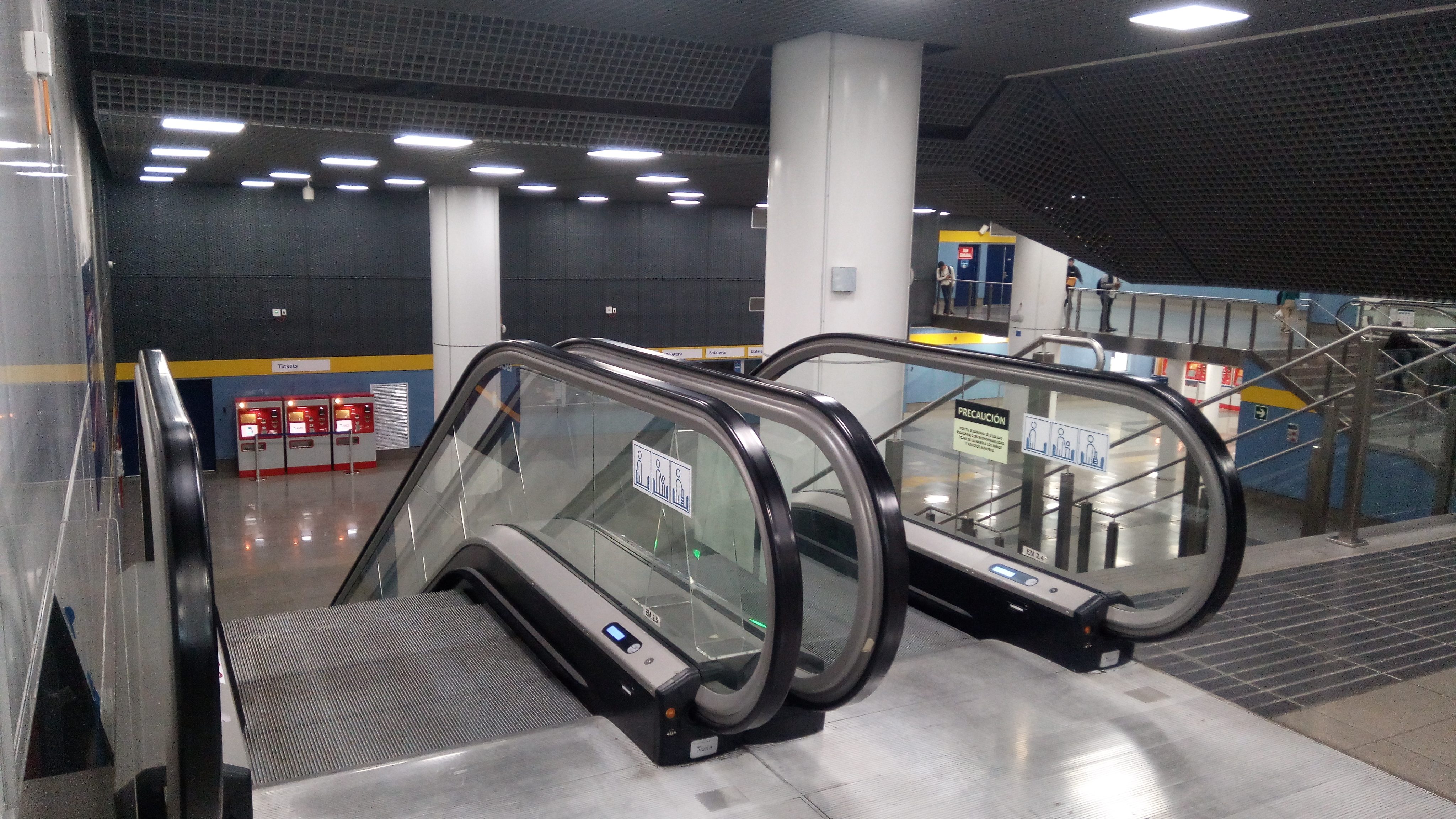
Estación Óvalo Santa Anita y la vista a las Máquinas expendedoras de tarjetas (TVM).

El Gobierno encargó a la agencia estatal promotora de inversiones Proinversión la ejecución de los estudios técnicos y financieros para luego dar así, en concesión, la construcción del metro. Posteriormente, el viernes 28 de marzo de 2014 Proinversión otorgó la buena pro al Consorcio Nuevo Metro de Lima integrado por COSAPI (Perú), Impregilo, Ansaldo Breda y Ansaldo STS (Italia), Iridium Concesiones de Infraestructura y Vialia Sociedad Gestora de Infraestructura (España). Previamente, el Gobierno firmó el contrato el 28 de abril de 2014 culminando el cierre definitivo del contrato y de la concesión. Las obras avanzaron en julio de 2014 en expropiación de servicios y se inauguró el inicio de la construcción el 29 de diciembre de 2014.
Asimismo, el ministro de Transportes y Comunicaciones (MTC), Carlos Paredes, anunció que el primer tramo de la Línea 2 del sistema estaría operativo a inicios del año 2016, también precisó que las obras se iniciarán en el tramo de mayor demanda de la línea. No obstante, debido a la demora en la expropiación de los servicios y cambios del cronograma, la Línea 2 estaría operativa previstamente en el año 2021. Sin embargo, en julio de 2018 un informe de El Comercio señaló que según Ositrán, este debería tener 72% de avance, pero estaba al 23% y con 2,5 años de retrasos. Su construcción es clave para mejorar la movilidad de los limeños.
En agosto de 2019, el Ministerio de Transportes y Comunicaciones (MTC), según lo publicado en la resolución ministerial 674-2019 MTC/01, acordó modificar con la Sociedad Concesionaria Metro de Lima Línea 2 S.A. el cronograma de ejecución de inversiones.
Si bien se tenía estipulado que la Línea 2 empezaría a operar en febrero de 2021, con las modificaciones a la cláusula segunda del contrato de inversión, esta primera etapa recién ahora se dará en julio de 2021.
Estaba también proyectado que para el 2024 la concesionaria entregue la obra culminada, sin embargo, con este nuevo cronograma la segunda etapa se entregará el 29 de enero de 2025.
El Ministerio de Transportes y Comunicaciones (MTC) informo que la Línea 2 comenzaría a operar, bajo la modalidad de marcha blanca, el 21 de diciembre del 2023. Para ello, en agosto se dio inicio a la fase de prueba de todo el sistema operativo correspondiente a este servicio de transporte subterráneo. Cabe precisar que en un inicio por un periodo de tres meses no se cobraría ningún pasaje a las personas que utilicen la Línea 2 del Metro de Lima. El cobro del mismo en un comienzo empezaría a regir desde abril del 2024, la marcha blanca se amplió primero hasta agosto del 2024, y después hasta el 4 de noviembre de 2024. 
A continuación aquí se muestran las futuras estaciones que se construirán para la Línea 2.
Recorrido: Avenida Guardia Chalaca, Avenida Oscar Benavides, Avenida Germán Amézaga, Avenida Venezuela, Avenida Arica, Paseo Colón, Paseo de la República, Avenida 28 de Julio, Carretera Central, Plaza de Armas de Vitarte (Municipalidad de Ate-Vitarte).

#### Línea 3
El 21 de marzo de 2012, la alcaldesa de Lima, Susana Villarán, presentó el estudio de factibilidad de una línea de metro subterránea que coincide en gran parte con la Línea 3 prevista por el gobierno central. El estudio fue realizado con el apoyo de la cooperación francesa desde el año 2009 para la municipalidad de Lima durante la gestión del entonces alcalde Luis Castañeda Lossio. Según declaraciones de la alcaldesa, el citado estudio será puesto inmediatamente a consideración del Ministerio de Transportes y Comunicaciones y la construcción total de la línea tomaría sólo cuatro años. Esta línea correría mayormente bajo tierra y en sentido norte-sur, atendiendo a un sector de la ciudad que cuenta con el mayor tránsito de personas. La novedad es que se trataría de un metro "expreso" que circularía a mayor velocidad al no contar con muchas estaciones.
El 29 de mayo de 2013, el Ministerio de Transportes y Comunicaciones (MTC) aseguró que el gobierno también adjudicará las concesiones de la línea 3 completa y lo restante de la línea 4 del Metro de Lima antes de julio de 2016, de las seis líneas que tendrá este sistema de transporte público. De ese modo, a finales del año 2015 o principios de 2016 se concretaría la concesión del diseño, financiamiento, construcción, provisión de equipamiento electromecánico, adquisición de material rodante, operación y mantenimiento de las líneas 3 y 4 del Metro de Lima.
El 28 de julio de 2014 durante el Mensaje a la Nación, el presidente Ollanta Humala mencionó que antes de 2016 entregaría en concesión la línea 3 del Metro de Lima. La convocatoria para los estudios de preinversión se inició en 2014, y el 22 de agosto de 2014, siete postores presentaron sus propuestas técnicos y económicas para los estudios de la línea 3 del Metro de Lima. La adjudicación de los estudios se otorgó al consorcio MetroTres integrado por Price Water House Coopers, Ingerop, Metropolitana Milanese y Alpha Consult el 13 de septiembre de 2014.
A finales de mayo de 2015, los estudios de preinversión se culminan donde previamente se hacen público solo una fracción de información del estudio por parte del MTC y posteriormente, el 26 de noviembre de 2015, se aprueba a través del estado los estudios de preinversión para así pasar a licitación del proyecto que está previsto culminar en 2016.
En noviembre de 2016, el embajador de Corea del Sur en el Perú, Keun Ho Jang, indicó en una entrevista para el diario oficial El Peruano que inversionistas coreanos están interesados en buscar nuevas oportunidades de inversión, por ejemplo, en las líneas 3 y 4 del Metro de Lima y los proyectos de saneamiento y agua potable en Perú.
En junio de 2017, el director ejecutivo de la Autoridad Autónoma del Sistema Eléctrico de Transporte Masivo de Lima y Callao (AATE), Carlos Ugaz, indicó que la construcción de las líneas 3 y 4 empezaría en el 2019, por lo cual se estima que en el 2025 se complete la construcción y operación de ambas líneas.
En el segundo semestre de 2019, el Ministerio de Transportes y Comunicaciones (MTC) declararía la viabilidad del proyecto para la construcción de la Línea 3 del Metro de Lima, manifestó Roberto Vélez Salinas, asesor del Viceministerio de Transportes.
En diciembre de 2019, el titular del MTC, Edmer Trujillo, adelantó a diario Gestión que organismos internacionales como el Banco Mundial y el BID han mostrado su interés por desarrollar las Líneas 3 y 4 del Metro de Lima y Callao. Una probabilidad que se analiza y que tiene un alto porcentaje de que se elija es que ambas sean desarrolladas bajo la modalidad de gobierno a gobierno, mecanismo usado en los Juegos Panamericanos y el aeropuerto de Chinchero.
La Línea 3 del Metro de Lima y Callao se ha diseñado para ir en dirección norte a sur, desde la avenida Chillón Trapiche en el distrito de Comas, hasta la avenida Pedro Miotta en el distrito de San Juan de Miraflores.
Para su implementación se utilizarán 87 trenes de 7 coches, con capacidad aproximada para transportar 1400 pasajeros cada uno. Estos trenes no necesitarán conductores pues su conducción será automatizada.
Se estima que la Línea 3 transportará a 1 millón 600 mil personas diariamente.
En 2021, se informó que en abril se firmaría el contrato de gobierno a gobierno para la ejecución del proyecto de la Línea 3 del Metro de Lima y Callao, según informó el titular del Ministerio de Transportes y Comunicaciones (MTC). El ministro informó que había ocho países interesados en ser parte del megaproyecto. “En cuanto a las líneas 3 y 4 del Metro de Lima y Callao, se ha lanzado el concurso de gobierno a gobierno. En el caso de la Línea 3 tenemos el interés de ocho países que quieren participar, y que son sumamente importantes y de primer nivel”. La Línea 3 del Metro sería una construcción de 34.3 kilómetros de corredor ferroviario 100% subterráneo y 28 estaciones.
El 10 de enero del 2023, el presidente del Consejo de Ministros, Alberto Otárola, anunció que desde el Ejecutivo se asignaría un monto de S/ 252 millones para el gerenciamiento y la adquisición de predios para avanzar con el proyecto de la Línea 3 del Metro de Lima, en abril de 2023 la ministra de Transportes y Comunicaciones (MTC) Paola Lazarte, remarcó que la obra se ejecutaría bajo la modalidad de contrato Gobierno a Gobierno y que existen cinco países interesados, aunque no precisó cuáles eran.
El MTC recordó que en enero el Ejecutivo había aprobado la asignación de 252 millones de soles (US$ 66,3 millones) para la contratación de la Oficina de Gestión de Proyectos y así poder iniciar los estudios de la obra.
El 21 de diciembre del 2023, el Ministerio de Economía y Finanzas (MEF) informó sobre un paso importante para que se llevé a cabo la esperada Línea 3 del Metro de Lima. Se trata de la creación de un fideicomiso de titulación dirigido al financiamiento de proyectos de infraestructura de transporte y movilidad urbana en la capital.
El 26 de agosto del 2024 la ATU confirmo que la Línea 3 del Metro de Lima y Callao será 100% subterráneo, con una longitud de 34.8 km, 28 estaciones y unirá los distritos de Comas y San Juan de Miraflores en tan solo 56 minutos. Se está realizando gestiones para obtener los recursos para dar inicio a la elaboración del expediente técnico, el estudio de impacto ambiental, la liberación de interferencias y adquisición de predios.  
Recorrido: Carretera Panamericana Sur, Avenida Alfredo Benavides, Avenida Larco, Avenida Arequipa, Avenida Garcilaso de la Vega, Avenida Tacna, Carretera Panamericana Norte, Avenida Chillón Trapiche.

#### Línea 4
El 9 de mayo de 2012, el director de Promoción de Inversiones de ProInversión (el organismo estatal encargado de promover y organizar las concesiones en infraestructura), Héctor René Rodríguez, anunció que el ministerio de Transportes y Comunicaciones (MTC) decidió que se construya también la línea 4 del metro, al mismo tiempo y en forma paralela a la ejecución de la línea 2. La línea 4 unirá el este con el oeste de la ciudad desde el distrito de La Molina hasta el distrito del Callao, pasando por el Aeropuerto Internacional Jorge Chávez. Con esta decisión la ciudad de Lima se convertiría en una de las pocas ciudades del mundo en construir varias líneas de metro al mismo tiempo. Cabe recalcar que el primer tramo de la línea 4 ya ha sido concesionado junto a la totalidad de la línea 2 en abril de 2014. Este primer tramo será construido en el mismo plan de ejecución de la línea 2.
En 2014, Proinversión desarrolló un concurso público para contratar al consultor que se encargará de realizar los estudios de preinversión del proyecto para el segundo tramo de la Línea 4. Posteriormente, el 27 de febrero de 2015, Proinversión otorgó la buena pro al consorcio formado por las empresas Euroestudios S.L., Geocontrol Andina S.A.C, Geocontrol S.A., Tec-Cuatro S.A.- Sucursal Perú, Consultoría Kapak S,A, C, Logit Engenharia Consultiva Ltda y Qursor S.A.C. que será el consultor integral para los estudios indicados.
En el primer semestre del 2019, el Ministerio de Transportes y Comunicaciones (MTC) declararía la viabilidad del proyecto para la construcción de la Línea 4 del Metro de Lima, manifestó Roberto Vélez Salinas, asesor del Viceministerio de Transportes.
El lunes 15 de mayo de 2023, se dio inicio a la construcción del tramo 1 de la línea 4, iniciando las obras del Pozo de Ventilación PV1B, desde el cruce de la avenida Néstor Gambetta con la avenida Elmer Faucett, hasta la avenida Cuzco.
La Línea 4 del Metro de Lima y Callao se ha diseñado para ir en dirección oeste a este, desde la avenida Néstor Gambetta en el distrito del Callao, hasta la avenida Javier Prado Este, en el distrito de Ate.
La Línea 4 estará compuesta por 20 estaciones a lo largo de 23,6 km de recorrido y será completamente subterránea.
Para su implementación se utilizarán 47 trenes de 7 coches, con capacidad aproximada para transportar 1400 pasajeros cada uno. Estos trenes no necesitarán conductores pues su conducción será automatizada.
Se estima que la Línea 4 transportará a 1 millón 270 mil personas diariamente.
Recorrido: Óvalo 200 Millas, Avenida Elmer Faucett, Avenida La Marina, Avenida Sánchez Carrión y Avenida Javier Prado hasta la estación Mercado Santa Anita de la Línea 2.
La línea 4 también subterráneo, inicio su construcción el 31 de marzo de 2024, con el ramal de 7 km de extensión que pasara por el Aeropuerto Internacional Jorge Chávez y se conectara con la línea 2 en la Estación Carmen de La Legua. 

#### Línea 5
La línea 5 conectará los distritos de Miraflores, Barranco, Chorrillos y Villa el Salvador (distritos con costa que tienen playas en el Océano Pacífico), iniciando en la estación Parque Reducto N.º 2 de la Línea 3, y terminando en la estación de la Unidad de Peaje de Villa.
Nunca estuvo proyectada con la expedición del Decreto Supremo N° 059-2010-MTC, que definió la Red Básica del Metro de Lima. Aún constituye un proyecto de ejecución futura, en tanto no existe anuncio oficial sobre su licitación y puesta en marcha. La longitud total de la línea se estima en 14 km.
Por el momento sólo se encuentra prevista como parte de la red básica del metro pero aún no se inician los estudios para su diseño y construcción.
Recorrido (tentativo): Avenida Huaylas, Avenida Paseo de la República, Avenida República de Panamá, Avenida Miguel Grau, Avenida Reducto.

#### Línea 6
La línea 6 es una línea que fue presentada en 2014 como iniciativa privada a Proinversión y que está en etapa de evaluación, por lo que el Ministerio de Transportes y Comunicaciones (MTC) estudia su construcción y trazo. Estos estudios determinarán aspectos técnicos respecto a si la línea 6 será subterránea, aérea o ambas. Además, se propuso edificar a modo de monorriel.
La Línea 6 tiene una extensión estimada de 32 km que se extiende desde la estación Naranjal del Metropolitano en Independencia, iniciando en la Av. Túpac Amaru, luego Avenida Los Alisos, Avenida Universitaria, Avenida Bertolotto, Avenida Pérez Araníbar, Avenida Angamos y Avenida Primavera, y se evalúa si podría llegar hasta las Avenidas Raúl Ferrero, Calle 7 y Elías Aparicio, en el distrito de La Molina. De esta forma, la línea 6 conectaría los distritos de La Molina, Santiago de Surco, San Borja, Surquillo, Miraflores, San Isidro, Magdalena del Mar, San Miguel, Pueblo Libre, Lima, San Martín de Porres, Los Olivos e Independencia. Se podría conectar con las estaciones del actual línea 1 y con las futuras líneas 2, 3 y 4 del Metro.
Recorrido (tentativo): Avenida Primavera, Avenida Angamos, Avenida Pérez Araníbar (Ex Avenida del Ejército), Avenida Bertolotto, Avenida Universitaria, Avenida Los Alisos, Avenida Túpac Amaru.

### Estaciones
Leyenda:
- En negrita: estación de combinación.
- En cursiva: estación en construcción.

| Línea (Sur-Noreste) | Línea (Oeste-Este) | Línea (Occidente) |
| - (1) Villa El Salvador - (2) Parque Industrial - (3) Pumacahua - (4) Villa María - (5) María Auxiliadora - (6) San Juan - (7) Atocongo - (8) Jorge Chávez - (9) Ayacucho - (10) Cabitos - (11) Angamos - (12) San Borja Sur - (13) La Cultura - (14) Nicolás Arriola - (15) Gamarra - (16) 28 de Julio - (17) Miguel Grau - (18) El Ángel - (19) Presbítero Maestro - (20) Caja de Agua - (21) Pirámide del Sol - (22) Los Jardines - (23) Los Postes - (24) San Carlos - (25) San Martín - (26) Santa Rosa - (27) Bayóvar | - (1) Puerto del Callao - (2) Buenos Aires - (3) Juan Pablo II - (4) Insurgentes - (5) Carmen de La Legua - (6) Óscar R. Benavides - (7) San Marcos - (8) Elio - (9) La Alborada - (10) Tingo María - (11) Parque Murillo - (12) Plaza Bolognesi - (13) Estación Central - (14) Plaza Manco Cápac - (15) Cangallo - (16) 28 de Julio - (17) Nicolás Ayllón - (18) Circunvalación - (19) San Juan de Dios - (20) Evitamiento - (21) Óvalo Santa Anita - (22) Colectora Industrial - (23) Hermilio Valdizán - (24) Mercado Santa Anita - (25) Vista Alegre - (26) Prolongación Javier Prado - (27) Municipalidad de Ate | - (1) Gambetta - (2) Canta Callao - (3) Boca Negra - (4) Aeropuerto - (5) El Olivar - (6) Quilca - (7) Morales Duárez - (8) Carmen de La Legua |

## Material rodante
El material rodante del sistema está conformado en su mayoría por trenes de rodadura férrea. Actualmente, el sistema cuenta con 44 trenes de las cuales destaca en su construcción las empresas Alstom S.A., Hitachi Rail Italy y AnsaldoBreda. Esta última empresa fue adquirida en su totalidad por la empresa japonesa Hitachi en 2015, y que recientemente realiza la fabricación del material rodante para la Línea 2, el mismo modelo diseñado por la empresa AnsaldoBreda. La distribución actual de los trenes es de la siguiente manera:
- Línea 1: 44 trenes de seis vagones.
- Línea 2: 5 unidades adquiridas de 35 trenes en total
- Línea 4: 7 trenes por adquirir

El material rodante provista para la Línea 2, que está en construcción, contará inicialmente con 5 trenes de marca AnsaldoBreda con automatización GoA4 Driveless desde su inauguración de la etapa 1A. Posteriormente, se irá añadiendo más trenes conforme culminen las etapas 1B y 2 que son en total 42 trenes de marca AnsaldoBreda, 35 trenes irán para la Línea 2 y 7 trenes irán para el primer tramo de Línea 4.
Previa a la inauguración final, la Línea 2 y primer tramo de Línea 4 se le adicionarán progresivamente sumando un total de 80 trenes de marca AnsaldoBreda conforme crezca la demanda.
El 11 de julio de 2016, producto de la alta demanda recibida en Línea 1. El MTC y el consorcio operador de Línea 1 firmaron una adenda para la adquisición adicional del material rodante Alstom Metrópolis 9000. Se adquirió a finales de 2017, un lote por cada dos trenes de 5 vagones hasta completar, a finales de 2018, una cantidad de 20 trenes más 39 vagones adicionales que suman la formación de toda la flota a 6 vagones por tren.
La tabla siguiente muestra el historial de las adquisiciones del material rodante así como su modelo, constructora, procedencia, periodo de fabricación y año de entrega del material rodante del Metro de Lima:
| Modelo                        | Rodadura | Compañía           | Número de trenes | Periodo de fabricación | Procedencia | Uso en |
| ----------------------------- | -------- | ------------------ | ---------------- | ---------------------- | ----------- | ------ |
| Ansaldobreda MB-300           | Férrea   | Ansaldo Breda      | 5 + 2 vagones    | 1988-1994              | Italia      |        |
| Alstom Metrópolis 9000        | Férrea   | Alstom             | 19               | 2009-2012              | Francia     |        |
| Metro automático AnsaldoBreda | Férrea   | Hitachi Rail Italy | 5                | 2015-2016              | Italia      |        |
| Metro automático AnsaldoBreda | Férrea   | Hitachi Rail Italy | 35               | 2017-2020              | Italia      |        |
| Alstom Metrópolis 9000        | Férrea   | Alstom             | 20 + 39 vagones  | 2016-2018              | Francia     |        |

Galería de imágenes de los trenes operativos en el Metro de Lima:
|                                                                                               |
| AnsaldoBreda MB-300: Diseñado por la empresa italiana Ansaldobreda, fue adquirida desde 1989. |

| |
| Alstom Metrópolis 9000: Diseñado por la empresa francesa Alstom, el primer tren fue adquirida a finales de 2012 hasta completar en julio de 2013. |

|                                                                                               |
| Tren Hitachi: con automatización GoA4 Driverless. Diseñado por la empresa Hitachi Rail Italy. |

## Atención preferencial y prohibiciones

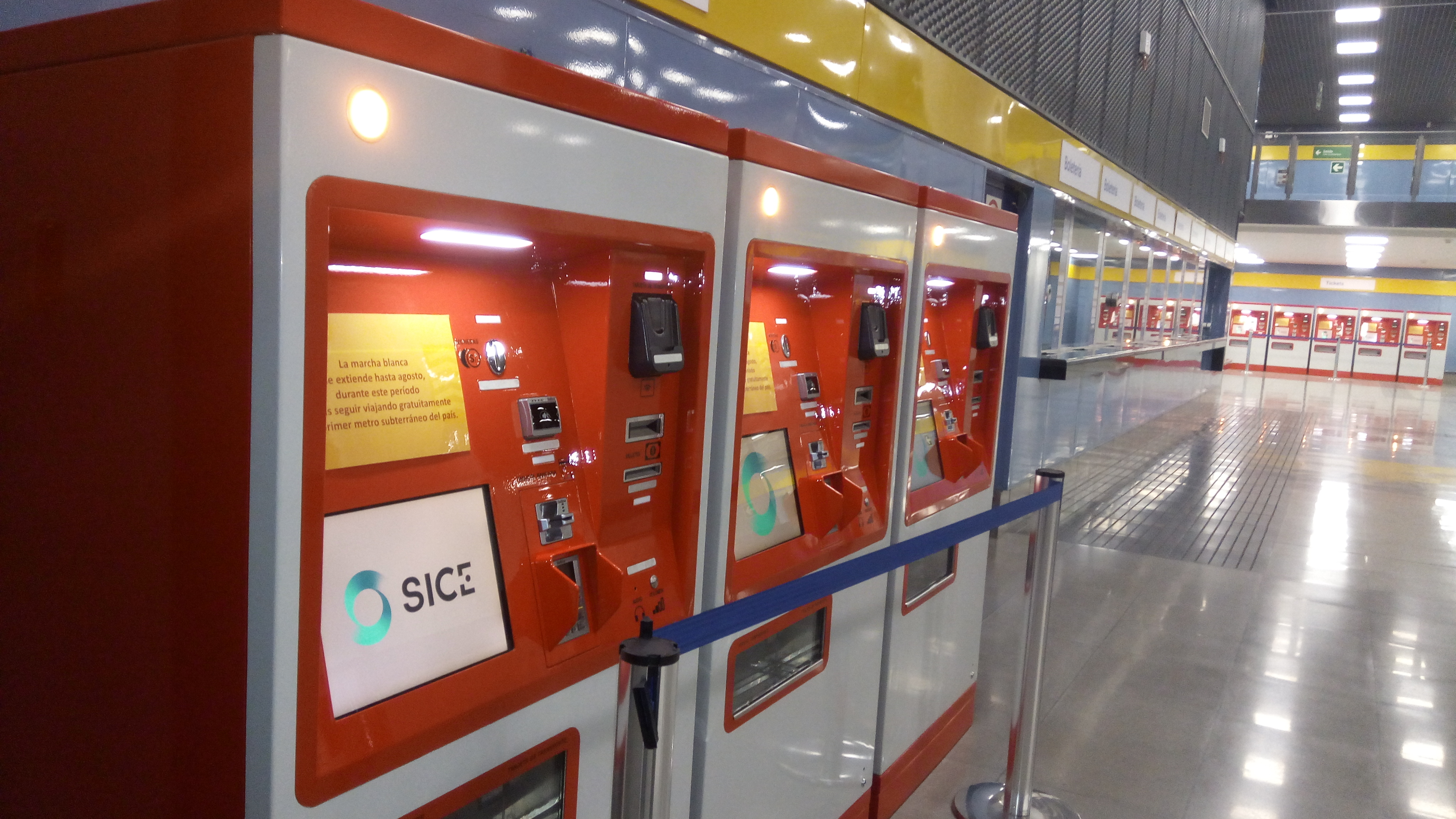
Máquinas expendedoras de tarjetas (TVM) de la línea 2, intuitivos para usuarios con problemas de visión y audición.Estación Óvalo Santa Anita.

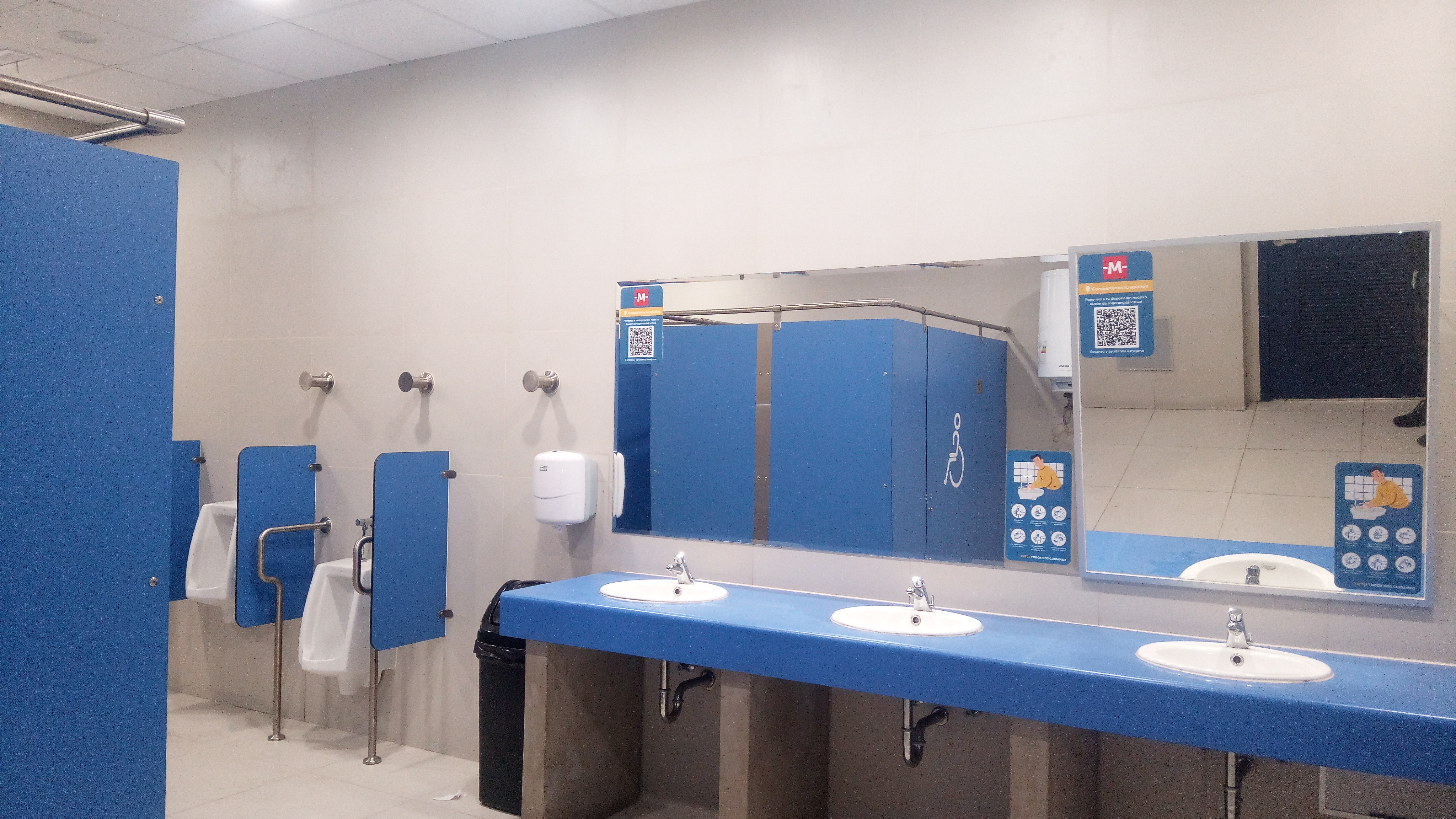
Todas las estaciones del metro de Lima cuentan con servicios higiénicos y espacio para usuarios que usan silla de ruedas. Estación Colectora Industrial.

En el metro de Lima y Callao se han establecido normas para el ingreso de personas con derecho a la atención preferencial como adultos mayores (a partir de 60 o más años de edad), mujeres embarazadas, personas con problemas de visión, audición reducida, movilidad restringida, personas con condiciones especiales, personas adultas pequeñas de 1 metro, personas con ayuda de perros terapéuticos, etc.
Para esto el metro de Lima cuentan con ascensores, espacios preferenciales reservados, pisos podotáctiles, puertas de emergencias, sillas salvaescaleras, máquinas expendedoras de tarjetas (TVM) intuitivos, servicios higiénicos para usuarios con sillas de ruedas. Además para todos los usuarios se pide el uso de audífonos para escuchar música para no incomodar a otros usuarios, está prohibido fumar, está prohibido el ingreso de vendedores ambulantes con fines de lucro para evitar molestias a los usuarios.  En cada estación se cuenta con intercomunicador y alarmas de emergencias.
Está prohibido el ingreso de objetos cortantes, objetos inflamables, armas de fuego, globos metálicos. Está prohibido comer dentro de los trenes y estaciones tanto por seguridad y para mantener la limpieza en las instalaciones y en los coches.
Está permitido el ingreso de bicicletas que sean plegable, siempre y cuando cumpla las medidas permitidas, máximo aro 20″, 73,5 cm de alto, 80 cm de largo y 40 cm de ancho.
Los animales domésticos pequeños ingresan con cajas especiales, kennel o caja transportadora adaptada que estén con dimensiones y en los horarios reglamentados por cada línea del metro.

## Tarifa
El sistema de pago fue implementada por primera vez el 5 de abril de 2012, día que inició la operación comercial del Metro de Lima. El pago se realiza mediante la tarjeta inteligente recargable que se colocan al torniquete al entrar y salir de la estación para realizar el pago correspondiente y usar el servicio. Estas tarjetas sólo están establecidas para el pasaje adulto (S/ 1,50) y para estudiantes (S/ 0,75), repartiéndose en dos tipos de tarjetas: Adulto y Medio Pasaje (Estudiantes). Asimismo, el pago es gratuito para el personal de bomberos, policía y niños menores de 6 años.
Actualmente, el sistema tarifario es administrada por Ositrán y aún no dispone de otros métodos de pagos.
El 2 de marzo del 2022, el Ministerio de Transportes y Comunicaciones (MTC) y la Autoridad de Transporte Urbano para Lima y Callao (ATU) entregaron, de manera colaborativa, al concesionario Metro de Lima Línea 2 los perfiles de la Tarjeta Interoperable de Transporte (TIT), con la finalidad de impulsar el desarrollo del Sistema de Control de Pasajeros de la Línea 2 del Metro de Lima y Callao, Dichas tarjetas permitirán en un futuro que los usuarios manejen, una única tarjeta para los distintos sistemas de transporte (interconectar el Metropolitano, los Corredores Complementarios, la Línea 1 y la futura Línea 2).
|              | Lunes a Sábado                                                       | Domingos y Feriados                                                  |
| ------------ | -------------------------------------------------------------------- | -------------------------------------------------------------------- |
| Adulto       | S/ 1.50                                                              | S/ 1.50                                                              |
| Estudiantes  | S/ 0.50                                                              | S/ 1.50                                                              |
| Preferencial | Gratis (Solo teniendo tarjeta preferencial o CARNÉ CONADIS amarillo) | Gratis (Solo teniendo tarjeta preferencial o CARNÉ CONADIS amarillo) |

## Arte y cultura
El arte y cultura del Metro de Lima empezó a mediados de 2012, a través del proyecto Arte Vecinal, iniciativa impulsada con coordinación con el Ministerio de Cultura por el consorcio de Línea 1 como parte de la responsabilidad social de la empresa. Esta iniciativa promueve el arte y la cultura en algunas estaciones más concurridas de la Línea 1 como conciertos, expresiones artísticas, exhibiciones de hechos importantes y obras de teatro. No obstante, también se ha realizado periódicamente el interés por incentivar la lectura y la literatura peruana e internacional como las realizadas programas de cuentacuentos o exhibiciones de afiches de libros de diversos temas de interés.
Asimismo, desde 2014, existieron diferentes expresiones artísticas en los muros por donde transita los trenes de la Línea 1 en su trayecto a nivel.